# První prezidentství Donalda Trumpa
První prezidentství Donalda Trumpa probíhalo od jeho inaugurace dne 20. ledna 2017 do 20. ledna 2021.

## Průběh
V prvních měsících svého úřadování Trump zvrátil některé z kroků svého předchůdce Baracka Obamy. Odstoupil od dohody o transpacifickém partnerství, Íránské jaderné smlouvy (JCPOA) a od Pařížské dohody o boji proti současným klimatickým změnám. Také částečně zastavil postupné oteplování americko-kubánských vztahů. Jmenoval konzervativního soudce Neila Gorsucha jako devátého člena Nejvyššího soudu. Trump dále nastolil částečný zákaz cestování (travel ban), kterým na tři měsíce zabránil občanům ze šesti muslimských zemí ve vstupu na území Spojených států. Trumpova snaha o zastavení nebo omezení programu rozsáhlé zdravotní péče i pro nemajetné občany (tzv. Obamacare) však narazila na velký odpor a prozatím neuspěla kvůli odlišnému postoji několika republikánských senátorů.

### 2017
Od 20. ledna do konce roku 2017 strávil prezident Trump zhruba třetinu tohoto období (celkem 111 dní) v budovách a rezortech nesoucích jeho jméno nebo mu patřících, zvláště ve své rezidenci Mar-a-Lago ve West Palm Beach na Floridě. Čtvrtinu dní od své inaugurace v roce 2017 hrál Trump golf, často ovšem s politiky jako jsou republikánští senátoři Lindsey Graham a  Rand Paul nebo japonský předseda vlády Šinzo Abe. Americké daňové poplatníky tento Trumpův „oddechový čas“ údajně stál 43 milionů dolarů na výdajích jako jsou náklady letů apod.

#### Leden

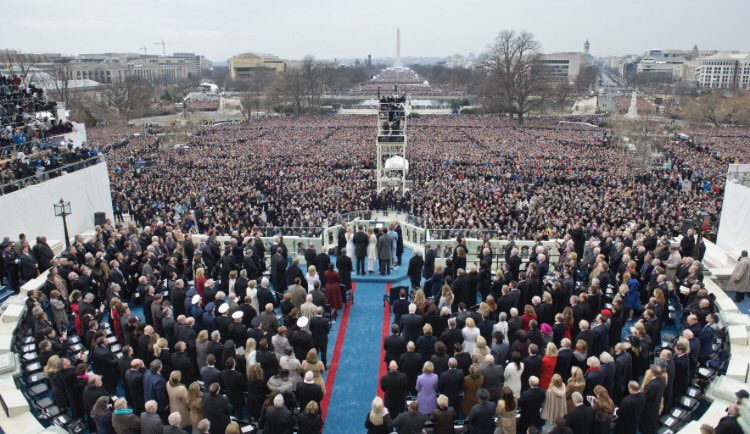
Trumpova inaugurace 20. ledna 2017

Dne 20. ledna 2017 proběhla slavnostní inaugurace Donalda Trumpa jako 45. prezidenta USA před Kapitolem ve Washingtonu. Následovaly Trumpův nástupní projev, jízda automobilem od Kapitolu k Bílému domu, slavnostní defilé vojenských a jiných formací a další oslavy.
Dne 21. ledna 2017 vydal Trump výkonné nařízení o minimalizaci finanční zátěže spojené se zdravotní reformou exprezidenta Baracka Obamy, než bude program „Obamacare“ zcela zrušen. Dále navštívil centrálu CIA v Langley ve státě Virginie, a podpořil její činnost. Zároveň vydal vládní příkaz k 23. lednu obnovující tzv. Mexico City Policy, která zakazuje přidělování finanční podpory z federálních zdrojů organizacím podporujícím potraty. V květnu téhož roku pak jí daná omezení rozšířil i na zahraniční pomoc rozdělovanou přímo vládními úřady USA.
Dne 23. ledna 2017 vypověděl Trump doposud neratifikovanou smlouvu o Transpacifickém partnerství.
Dne 25. ledna 2017 vydal Trump výkonné nařízení k další výstavbě zdi na hranici s Mexikem a zahájil vyšetřování údajných volebních podvodů, týkajících se registrací voličů během prezidentských voleb v roce 2016.
Svou první oficiální zahraniční návštěvu přijal Trump v Bílém domě dne 27. ledna 2017. On a britská ministerská předsedkyně Theresa Mayová potvrdili na následné tiskové konferenci výjimečné vztahy mezi svými zeměmi.

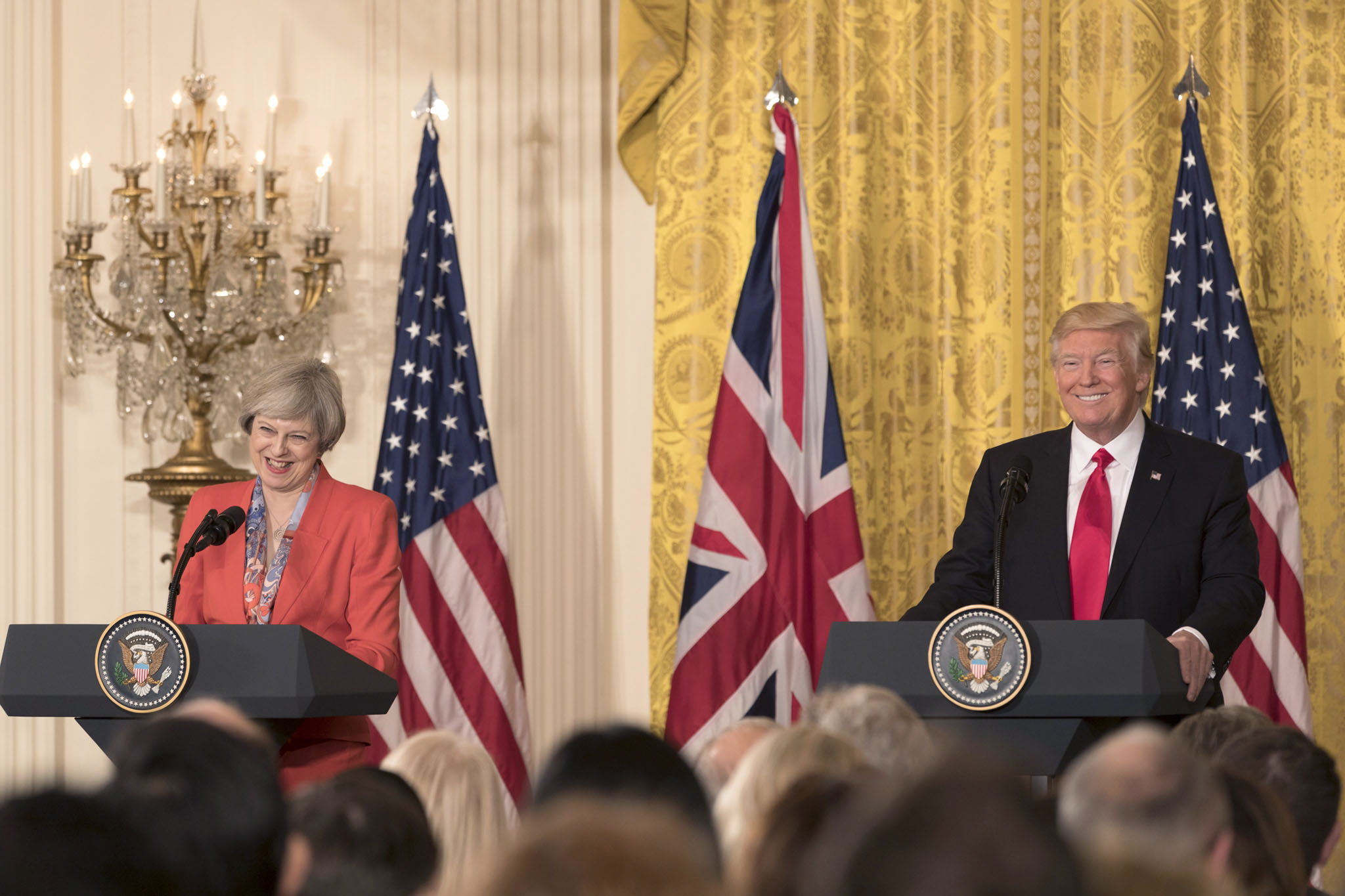
Tisková konference prezidenta Trumpa s britskou premiérkou Mayovou (27. ledna 2017)

Již krátce po svém nástupu do prezidentské funkce, a sice 31. ledna 2017, nominoval Trump kandidáta pro deváté místo na Nejvyšším soudu USA, které se uprázdnilo 16. února 2016 smrtí soudce Antonina Scalii. Pro tuto velmi důležitou pozici byl vybrán 49letý konzervativní právník Neil Gorsuch, který působil od roku 2006 na jednom ze 13 federálních odvolacích soudů, což je druhá nejvyšší instance amerického soudnictví. Jeho nominaci však musel ještě schválit Senát USA, což bylo pro odpor většiny demokratických senátorů zprvu málo pravděpodobné. Gorsuch však byl 7. dubna 2017 potvrzen Senátem USA poměrem hlasů 55:45. Posléze 10. dubna 2017 složil přísahu a nastoupil jako soudce Nejvyššího soudu USA na doživotí.

#### Únor
Dne 2. února 2017 skončil Trumpův telefonický rozhovor s australským premiérem Malcolmem Turnbullem podle nelegálně vynesených informací vzájemnou roztržkou poté, co se oba státníci neshodli na pokračování dohody o přesídlení asi 1250 žadatelů o azyl z australských záchytných táborů na ostrovech Nauru a Papua Nová Guinea, kterou Austrálie a USA uzavřely ještě v době vlády prezidenta Baracka Obamy.
V reakci na test íránské balistické rakety ze dne 29. ledna 2017 se Donald Trump rozhodl 3. února téhož roku na tuto zemi uvalit určité sankce. Íránská vláda odsoudila nové sankce jako nelegální a dále uvedla, že v reakci zavede právní omezení proti americkým jednotlivcům a jiným subjektům, kteří pomáhají „regionálním teroristickým skupinám“. Trump již 2. února na svém Twitteru uvedl, že íránská vláda obdržela kvůli raketové zkoušce od USA oficiální výstrahu.

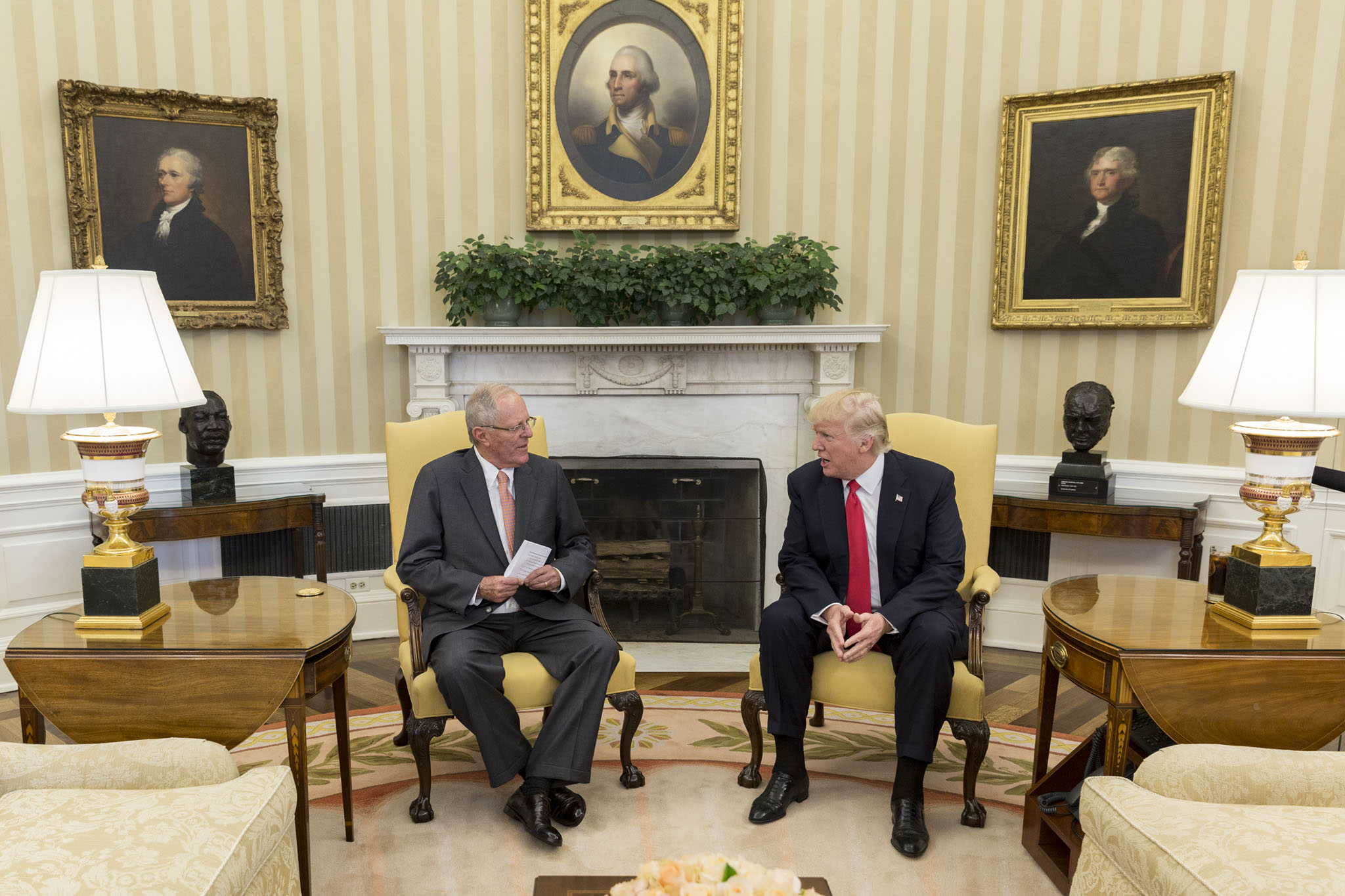
Trump a peruánský prezident Pedro Kuczynski v únoru 2017

Dne 4. února 2017 pozastavil federální soudce v americkém Seattlu platnost výkonného nařízení prezidenta Trumpa, které zamezilo občanům vybraných sedmi muslimských zemí vstup na americké území a způsobilo problémy na letištích. Posléze bylo toto soudní rozhodnutí potvrzeno třemi soudci odvolacího soudu v San Franciscu. Po několika dnech nejistoty ohledně dalšího postupu bylo oznámeno, že Trumpova administrativa tuto kauzu nepředloží Nejvyššímu soudu USA ke konečnému rozhodnutí. Administrativa předpokládá, že by při stávající rovnosti hlasů pro a proti (čtyři proti čtyřem) zůstalo v platnosti rozhodnutí federálního soudu v Seattlu.
Dne 4. února 2017 Trump také hovořil telefonicky s ruským prezidentem Vladimirem Putinem. O obsahu tohoto rozhovoru není mnoho známo. Ve stejný den telefonoval Trump s německou kancléřkou Angelou Merkelovou.
Dne 11. února 2017 prohlásil Trump, že se výrokům federálních soudů nepodřídí a potvrdil možné vydání nového dekretu, který by občanům některých muslimských zemí zapověděl vstup na území USA.
Dne 15. února 2017 přijal Trump v Bílém domě izraelského premiéra Benjamina Netanjahua. Během setkání prezident Trump zopakoval svůj souhlas s přenesením amerického velvyslanectví v Izraeli z Tel Avivu do Jeruzaléma. Zároveň však Izrael vyzval, aby se s výstavbou židovských osad na území Palestinské autonomie „trochu držel zpátky“. Naznačil také, že by mohl akceptovat jak řešení formou „jednoho státu“, tak formou „dvou států“ na území Izraele a jím okupovaných palestinských územích.

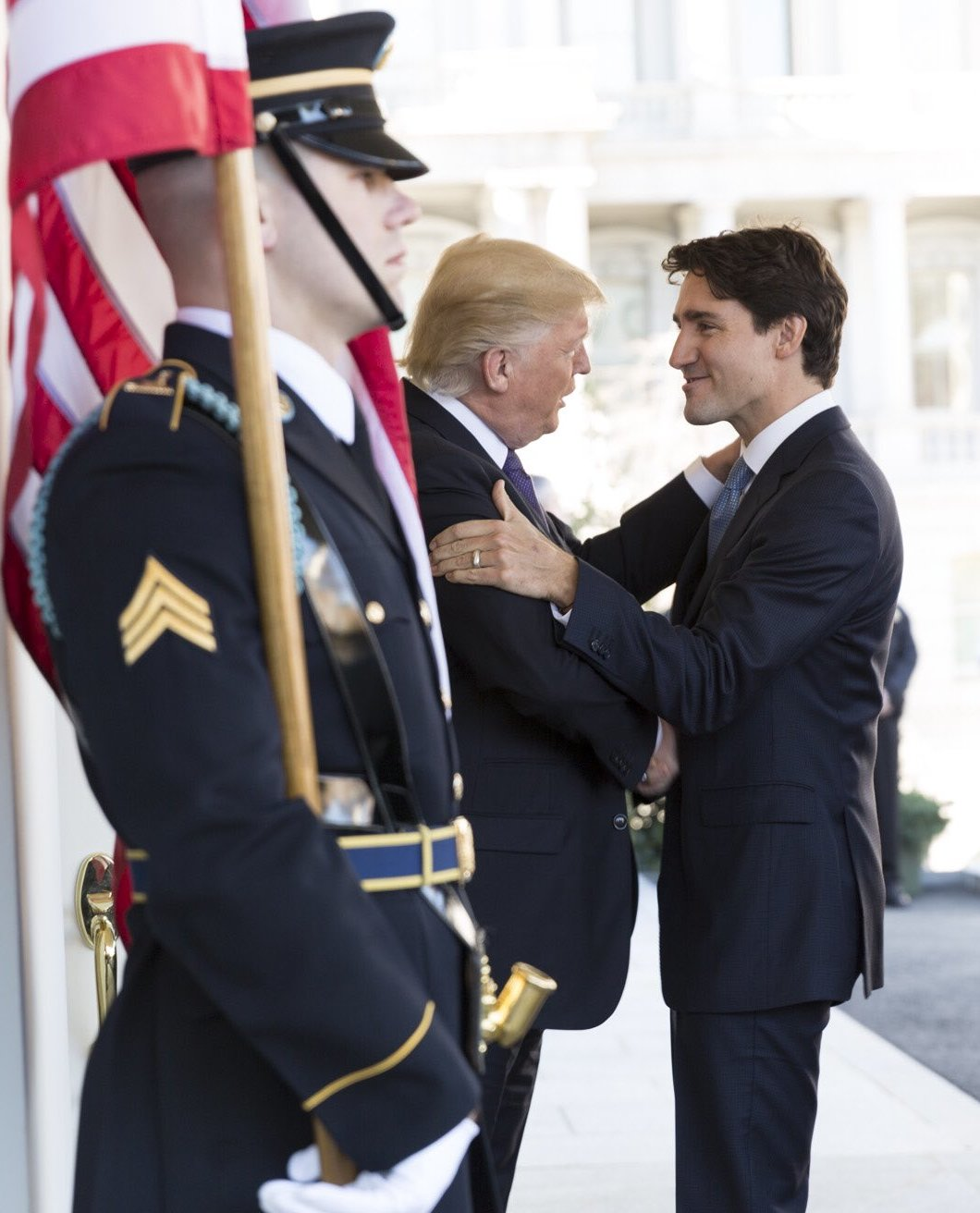
Trump a kanadský premiér Justin Trudeau v Bílém domě 13. února 2017

Rovněž ve stejný den ohlásili Trump a právníci ministerstva spravedlnosti, že bude vypracováno nové výkonné nařízení prezidenta, kterým bude odvoláno původní nařízení, zapovídající vstup na území Spojených států občanům sedmi muslimských zemí. Zároveň bude onen dekret, který byl pozastaven federálními soudy, nahrazen „o něco úžeji formulovaným“ textem, který bude přizpůsoben těmto „špatným rozhodnutím soudů“.
Dne 25. února 2017 odřekl Trump svou účast na každoroční slavnostní večeři korespondentů akreditovaných u Bílého domu, která se tam má konat 29. dubna 2017, a to s poukazem na nepřátelský postoj médií vůči němu a jeho politice. Předseda spolku korespondentů Jeff Mason předtím ohlásil, že během této večeře má být oslavována „role nezávislých zpravodajských médií ve zdravé republice.“ Po Trumpově odřeknutí účasti se spolek korespondentů proti Trumpovu rozhodnutí ostře ohradil.
Dne 28. února 2017 vystoupil prezident Trump poprvé před oběma komorami Kongresu USA. Přednesl projev, ve kterém nastínil problémy, se kterými se Spojené státy potýkají, a svou politickou linii. Vyzval republikány a demokraty k vzájemné spolupráci při řešení problémů země. Zopakoval svůj záměr podpořit vznik mnoha nových pracovních míst a zásadním způsobem zlepšit infrastrukturu na území Spojených států, která na mnoha místech není v dobrém stavu. Trval na nutnosti přísné imigrační politiky a v této souvislosti potvrdil plán postavit další úseky zdi na hranici s Mexikem. Ohlásil daňovou reformu, neuvedl ale zatím žádné detaily. V oblasti výdajů na obranu mělo dojít ke zvýšení ročního rozpočtu o 54 miliard dolarů.

#### Březen a duben
Dne 4. března 2017 dosáhla již zjevná roztržka mezi prezidentem Donaldem Trumpem a jeho předchůdcem Barackem Obamou nových rozměrů. Trump obvinil v jedné ze svých zpráv na Twitteru Obamu, že během volebního boje nebo po něm nechal odposlouchávat jeho telefony. Zprvu však nepředložil pro toto tvrzení žádné důkazy. Trump dále označil Obamu jako „zlého nebo nemocného chlapíka“. Informaci o Trumpově útoku na Obamu přinesly také Lidovky.cz. Kromě toho bylo sděleno, že Trump vyčetl manželům Obamovým časté návštěvy ruského velvyslance v USA Sergeje Kisljaka v Bílém domě. Trump uvedl 22 Kisljakových návštěv za dobu Obamovy vlády, z toho čtyři v roce 2016. Odposlech Trumpa nebo členů jeho týmu byl poté zpochybněn, ale dne 22. března 2017 potvrzen Devinem Nunesem, republikánským předsedou vyšetřovacího výboru Sněmovny reprezentantů USA. Podle jeho vyjádření se tak dělo po Trumpově zvolení prezidentem, a sice v měsících listopadu a prosinci 2016 a lednu 2017. Tehdy Trump sestavoval svou vládu, hovořil se svými spolupracovníky o svých plánech a telefonoval se zahraničními státníky. Akce mohla být podle Nunese legální, avšak Nunese znepokojilo, že v písemných zprávách tajných služeb o odposlechu jsou přímo uváděna jména členů Trumpova týmu, což by legální nebylo.

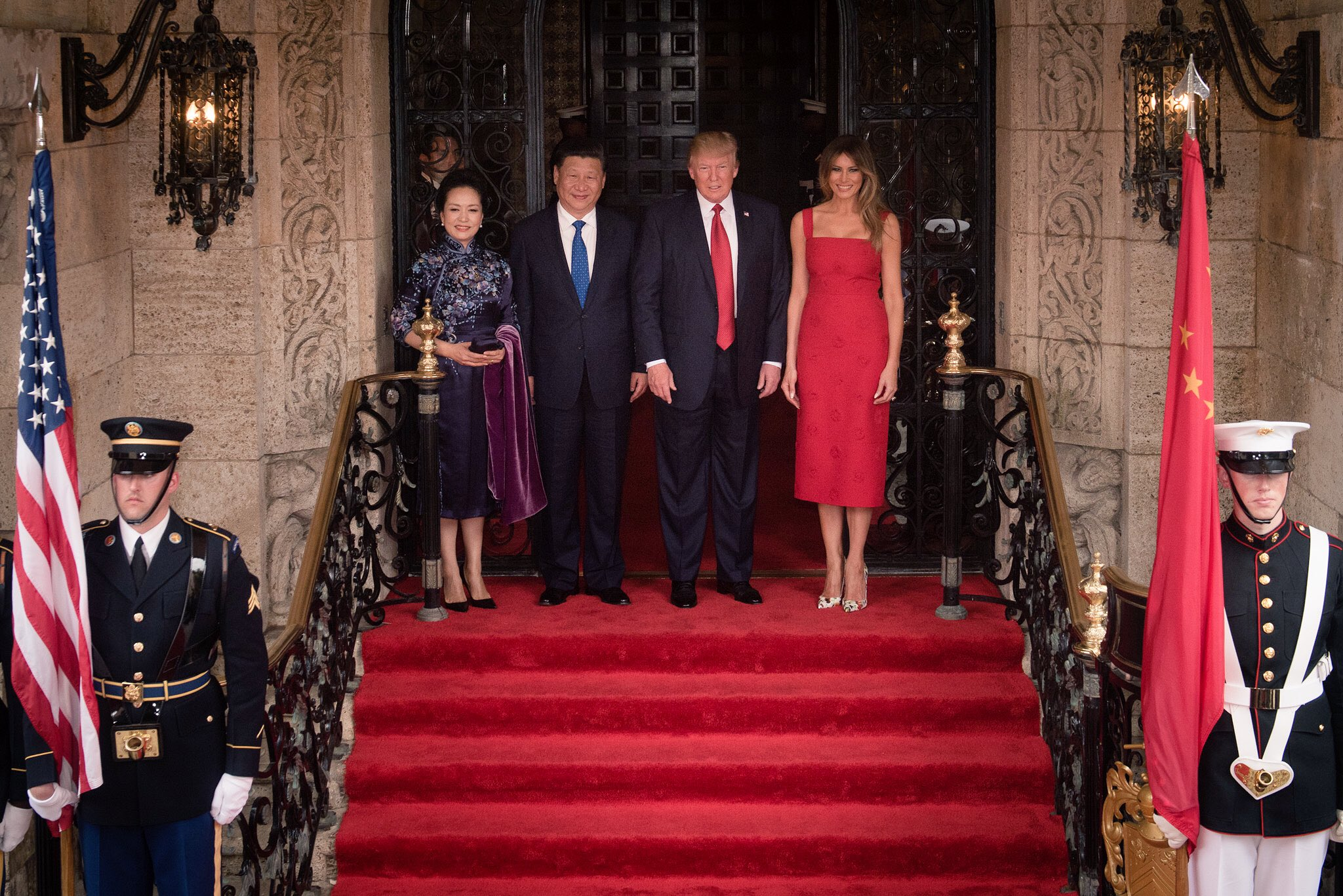
Trump a čínský prezident Si Ťin-pching v Trumpově sídle na Floridě (Mar-a-Lago), 7. dubna 2017

Dne 17. března 2017 navštívila prezidenta Trumpa v Bílém domě německá kancléřka Angela Merkelová s početným doprovodem. Nejprve jednali oba státníci mezi čtyřma očima v Oválné kanceláři a poté ve velkém kruhu účastníků, zde hlavně o vzájemných obchodních stycích. Poté byla uspořádána tisková konference, která byla navštívena velkým počtem zástupců médií z celého světa. Den poté uveřejnil Trump na Twitteru tento text: „Německo dluží NATO obrovské sumy, a Spojeným státům se musí lépe platit za silnou a nákladnou obranu, kterou Německu poskytují!“
Jako odvetu za chemický útok v Sýrii, který zabil desítky lidí, včetně dětí, vyslal Trump 7. dubna 2017 na leteckou základnu syrských ozbrojených sil 59 řízených střel dlouhého doletu Tomahawk. O útoku bezprostředně informoval čínského prezidenta, kterého právě hostil ve svém resortu Mar-a-Lago na Floridě.

#### Květen

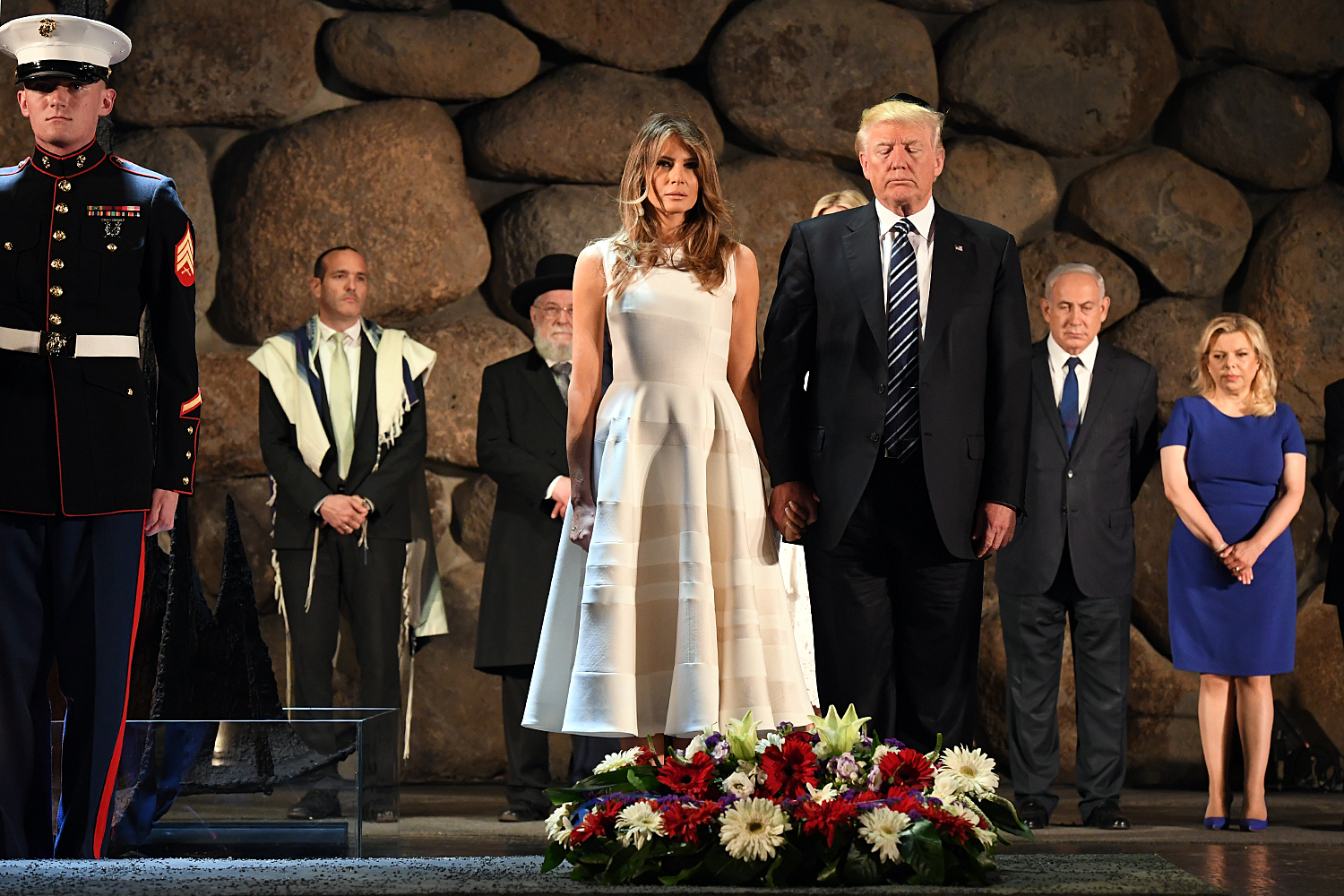
Trump a Benjamin Netanjahu v jeruzalémském památníku obětem holokaustu Jad Vašem, 23. května 2017

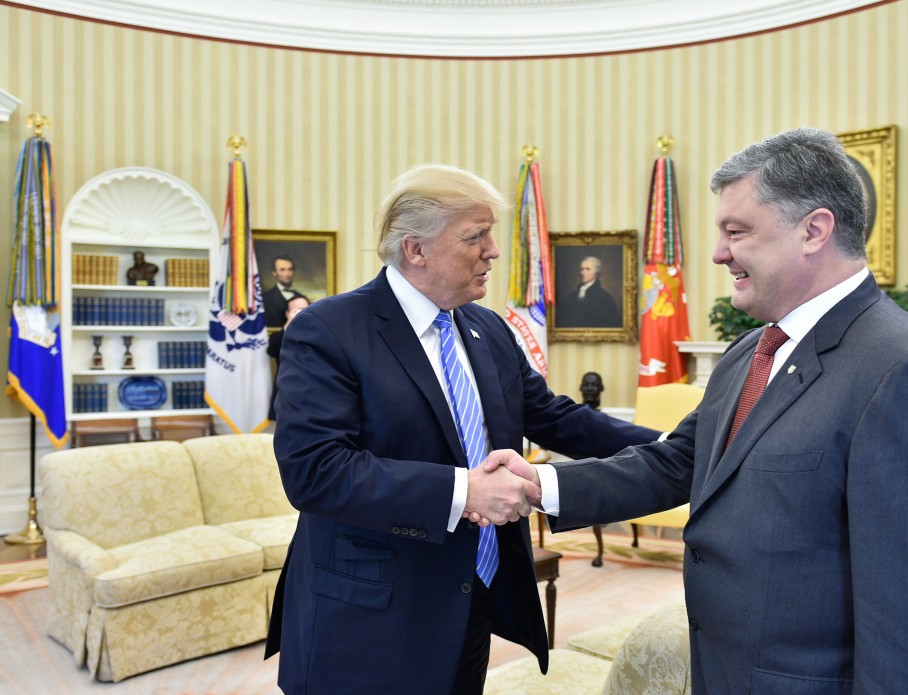
Trump a ukrajinský prezident Petro Porošenko 20. června 2017

V květnu 2017 Trump odvolal z úřadu ředitele FBI Jamese Comeyho pro jeho vyšetřování možného ruského vměšování do prezidentských voleb a případných vztahů mezi Ruskem a spolupracovníky Trumpovy prezidentské kampaně v roce 2016. Krátce poté byl ministerstvem spravedlnosti jmenován Robert Mueller speciálním prokurátorem pro toto vyšetřování.

#### Červenec a srpen
Dne 5. července 2017 přiletěl Trump na krátkou státní návštěvu do Polska. Jeho cesta do Evropy je spojena s účastí na zasedání uskupení nejdůležitějších zemí světa G20 v německém Hamburku od 7. do 8. července. Doprovází jej mj. manželka Melanie Trumpová a dcera Ivanka Trumpová. Ve Varšavě se setkal s představiteli 12 zemí střední a východní Evropy, které se spojily do Iniciativy Trojmoří (Baltické, Jaderské a Černé moře). První zasedání tohoto uskupení se uskutečnilo v roce 2016 v Chorvatsku. Následujícího dne bylo dopoledne na pořadu setkání s polským prezidentem Andrzejem Dudou. Odpoledne promluvil Trump před shromážděním polských představitelů a obyvatel hlavního města u pomníku bojovníků varšavského povstání v roce 1944, které bylo krvavě potlačeno německým Wehrmachtem. Trump obšírně ocenil tehdejší hrdinství Poláků i jejich dlouhodobý boj za svobodu. Přihlásil se k ustanovení článku 5 smlouvy o NATO, který zaručuje vzájemnost členů aliance při obraně před útokem zvenčí. Okrajově vyzval Rusko, aby přestalo „destabilizovat situaci“. Krátce po svém projevu přicestoval Trump se svým doprovodem do Hamburku.
Na summitu G20 v Hamburku se Trump poprvé setkal s ruským prezidentem Vladimirem Putinem.
Dne 1. srpna 2017 schválil senát USA Christophera A. Wraye jako nového ředitele Federálního úřadu pro vyšetřování (FBI) po odvolání Jamese Comeyho. Stalo se tak vysokým poměrem hlasů 92 : 5, což znamená, že tuto nominaci prezidenta Trumpa podpořila také velká většina senátorů Demokratické strany.
Trump podpořil návrh předložený republikánskými senátory Tomem Cottonem a Davidem Perduem, který by snížil legální imigraci do Spojených států. Počet nových držitelů tzv. „zelené karty“, což je povolení k pobytu a k zaměstnání, by se snížil z asi půldruhého milionu na půl milionu osob ročně. Demokratičtí zákonodárci chtějí tento návrh zablokovat, protože by poškodil především imigranty z neevropských zemí, kteří od přijetí Immigration and Nationality Act of 1965 převládají mezi legálními imigranty do Spojených států.

#### Listopad a prosinec

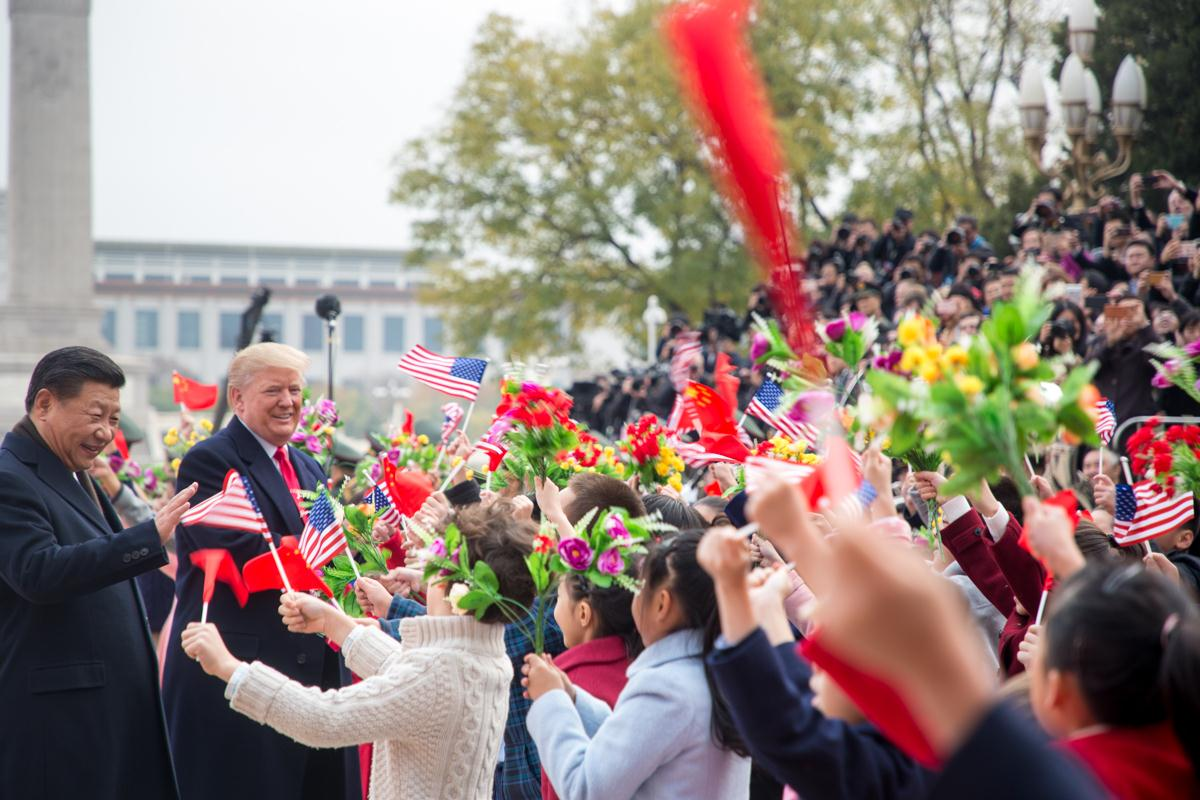
Trump a čínský prezident Si Ťin-pching v Pekingu 8. listopadu 2017

Dne 6. prosince 2017 vydal prezident Trump prohlášení, kterým definitivně uznal Jeruzalém za hlavní město státu Izrael. USA jsou první zemí, která tak učinila. De facto se Trumpovo rozhodnutí zakládá na zákonu, který byl Kongresem USA schválen již před 22 lety, jehož účinnost však byla americkými prezidenty doposud v půlročních intervalech odkládána. Trump zároveň rozhodl o tom, že americké velvyslanectví v Izraeli bude po potřebných přípravách přemístěno z Tel Avivu do Jeruzaléma. Trumpovo prohlášení bylo odsouzeno právně nezávaznou rezolucí Valného shromáždění OSN, kterou 21. prosince 2017 podpořilo 128 členských zemí, mezi nimi i Slovensko. Devět států hlasovalo proti této rezoluci, mezi nimi USA a Izrael. 35 států se zdrželo hlasování, mezi nimi šest členských států EU (Česká republika, Chorvatsko, Lotyšsko,
Polsko, Maďarsko a Rumunsko).
Dne 22. prosince 2017 podepsal Trump zákon o rozsáhlé daňové reformě. Od dob Ronalda Reagana, který byl prezidentem USA v 80. letech 20. století, nebyla tak velká změna daňových podmínek pro soukromé osoby a firmy schválena. Daně z příjmu právnických osob se snižují od 1. ledna 2018 z nynějších 35 % na 21 % a zlepšují se podmínky pro odpisy investičních nákladů, což má vést k oživení investic domácích společností, návratu amerických firem ze zahraničí a v neposlední řadě k přilákání nových investic z celého světa do USA. Také jednotlivcům a zvláště rodinám s dětmi se středními až vysokými příjmy přinese reforma úspory na dani z příjmu. Trumpovu podpisu zákona předcházela složitá vyjednávání v americkém Kongresu, přičemž musely být mj. sladěny texty zákona schválené Sněmovnou reprezentantů na jedné a Senátem USA na druhé straně. V Senátu byl do jeho znění zákona postupně zapracován značný počet pozměňovacích návrhů jednotlivých republikánských senátorů. V obou komorách Kongresu kladli zástupci Demokratické strany daňové reformě tuhý odpor, byli však přehlasováni republikánskými většinami.

### 2018

#### Leden až březen
V lednu 2018 se Trump stal prvním prezidentem USA, který promluvil k účastníkům washingtonského Pochodu pro život. V téže době jeho vláda oznámila, že pracuje na zvýšení ochrany práva na výhradu svědomí u pracovníků ve zdravotnictví.
Dne 13. března 2018 oznámil Trump na Twitteru, že propustil z úřadu ministra zahraničí Rexe Tillersona a za jeho nástupce nominoval dosavadního ředitele zpravodajské služby CIA Mikea Pompea. Pompeo musí v této funkci ještě být potvrzen Senátem USA, jeho schválení je však považováno za jisté. Nástupkyní Pompea ve vedení CIA bude Gina Haspel, jako první žena v historii všech amerických zpravodajských služeb.

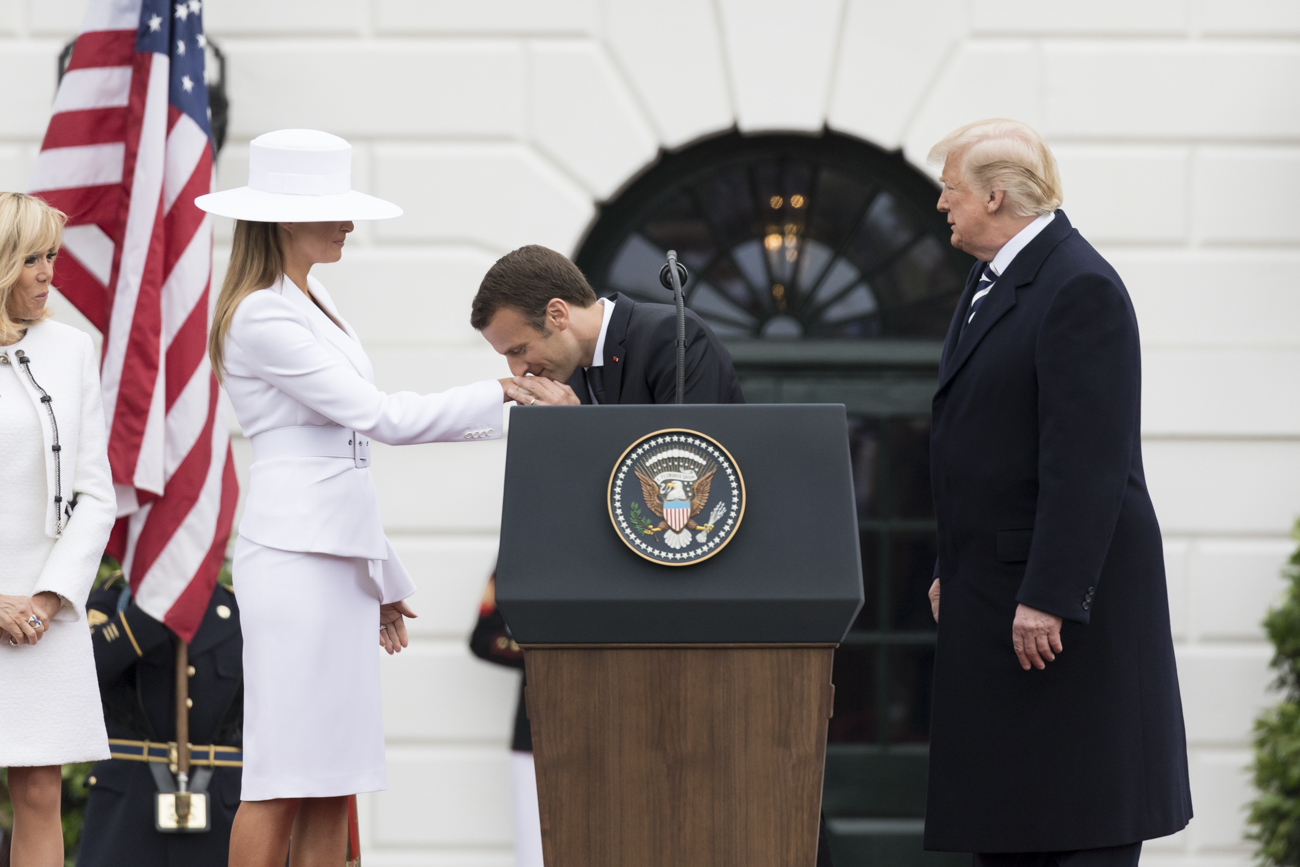
Setkání Trumpa a jeho manželky s francouzským prezidentem Emmanuelem Macronem v Bílém domě 24. dubna 2018

Dne 22. března 2018 propustil Trump dosavadního poradce pro národní bezpečnost, tříhvězdičkového generála H. R. McMastera, a nahradil jej bývalým velvyslancem USA u OSN Johnem Boltonem, který je známý jako tzv. „jestřáb“ (hawk), tedy svým tvrdým postojem ohledně zahraniční politiky. K tomuto jmenování nepotřebuje Trump souhlas Senátu USA. Senátoři za Republikánskou stranu Lindsey Graham a Marco Rubio Boltonovo jmenování přivítali, demokratický senátor Edward J. Markey je kritizoval. Německý list Frankfurter Allgemeine Zeitung dále cituje noviny The Washington Post, podle kterých může Boltonovo působení jako poradce pro národní bezpečnost vést k „dramatickým změnám v reakci vlády na krize ve světě“. Podle amerického deníku sleduje Trump jmenováním Boltona především ukázku svého odhodlání, nenechat se „zarámovat“ umírněnými politiky ve své administraci. Má naopak v úmyslu přestavět svůj tým podle svých přání.

#### Duben až červen
Dne 20. května 2018 uveřejnil prezident Trump na Twitteru svůj požadavek, aby se ministerstvo spravedlnosti USA zabývalo otázkou, zda tajná služba FBI v roce 2016, tedy v době jeho prezidentské kampaně, z politických důvodů infiltrovala jeho volební tým. Téhož dne večer oznámilo ministerstvo spravedlnosti, že pověřilo svého generálního inspektora, aby toto podezření objasnil. Trump podezírá vládu prezidenta Baracka Obamy, že dosadila „špiona“ do jeho volebního týmu, aby poškodila jeho kandidaturu na prezidenta, a označuje tuto akci za „největší politický skandál všech dob.“ Americká média informovala, že informátorem FBI v Trumpově volebním štábu byl bývalý agent CIA Stefan Halper.
Nový advokát prezidenta Trumpa, bývalý newyorský starosta Rudy Giuliani, oznámil rovněž 20. května, že zvláštní státní zástupce Robert Mueller dal najevo svůj úmysl ukončit vyšetřování „ruských kontaktů“ Trumpova týmu do 1. září 2018. Další průtahy v tomto vyšetřování by jinak mohly nežádoucím způsobem ovlivnit volby do Kongresu USA, které se budou konat 6. listopadu téhož roku.
Deník New York Times v květnu informoval, že nejstarší syn Donald Trump Jr. se sešel 3. srpna 2016 na tajné schůzce v Trump Tower s Georgem Naderem, emisarem korunních princů Saúdské Arábie a Spojených arabských emirátů, kteří nabídli pomoc Trumpově volební kampani. Libanonsko-americký lobbista George Nader, který byl politickým poradcem SAE, poukázal v dubnu 2017 jednomu z významných Trumpových sponzorů 2,5 miliónu dolarů a snažil se přes něj ovlivňovat Trumpovu administrativu k tvrdšímu postoji vůči Íránu a Kataru během katarské diplomatické krize a také k vypovězení jaderné dohody s Íránem.

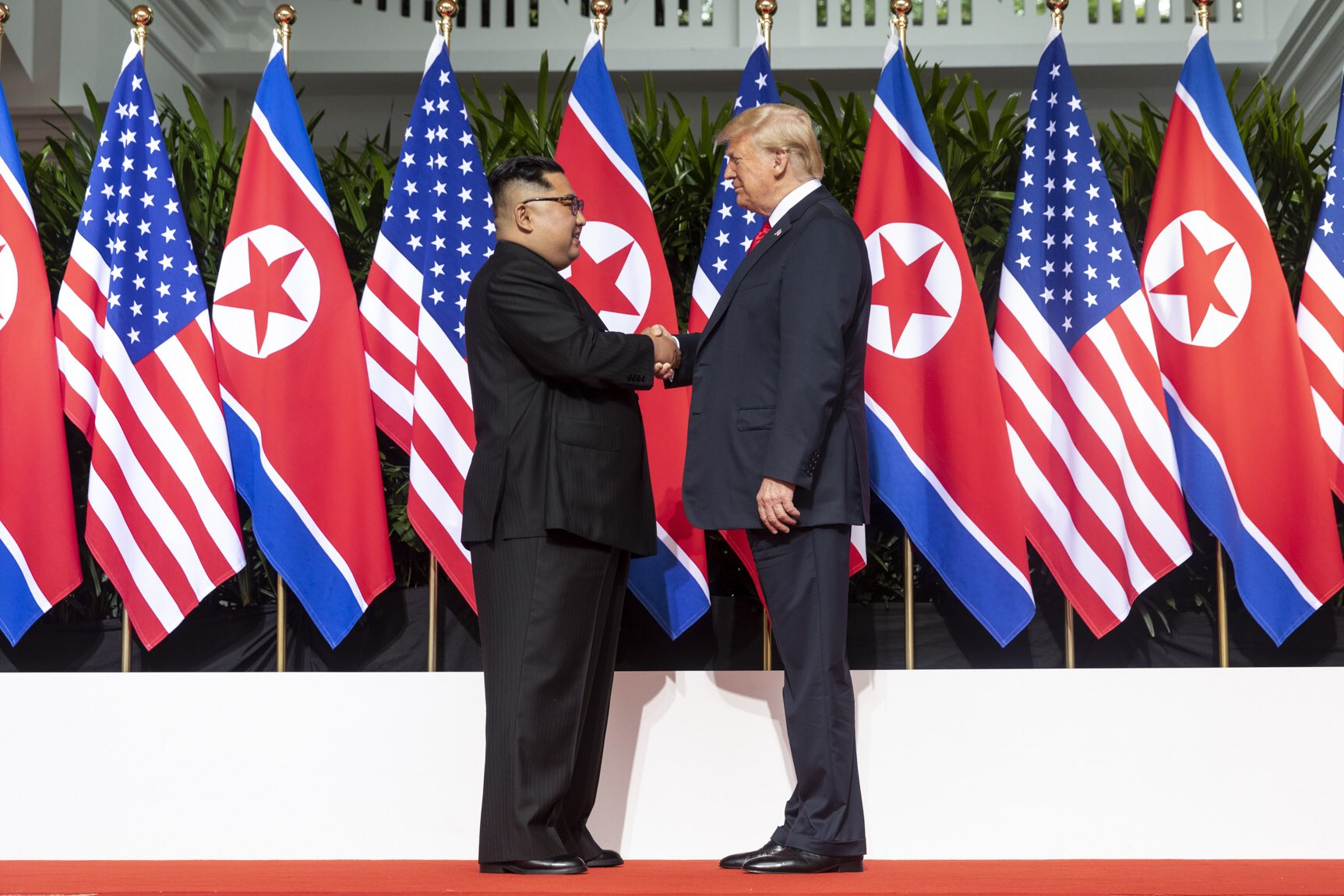
Setkání Trumpa a Kima Čong-una v Singapuru

Tři hodiny před ukončením setkání G 7 v Kanadě odletěl Trump do Singapuru. Z paluby letadla Air Force One odeslal dva tvíty, kterými odvolal svůj souhlas se závěrečným, i když téměř bezobsažným prohlášením tohoto setkání. Zároveň ostře zkritizoval vystoupení kanadského premiéra Justina Trudeaua na tiskové konferenci po jeho odletu.
Dne 12. června 2018 se konal singapurský summit, při kterém se Trump setkal se severokorejským diktátorem Kimem Čong-unem. Oba politikové dospěli k závěrům, které by mohly dalekosáhle ovlivnit situaci v celé Koreji. USA budou dohlížet na plnění úmluvy o postupném atomárním a raketovém odzbrojení KLDR. Samy chtějí eventuálně zastavit společné manévry vojsk USA a Jižní Koreje. Je také možné, že dosavadní stav pouhého příměří na korejském poloostrově bude upraven mírovou smlouvou. Sankce uvalené Radou bezpečnosti OSN vůči KLDR se souhlasem všech jejích pěti stálých členů však zůstanou v platnosti tak dlouho, dokud tato země nesplní všechna očekávání. KLDR by ráda navázala diplomatické styky s USA a není vyloučeno, že Trump pozve Kima na návštěvu Washingtonu a že sám poletí do Pchjongjangu.
Setkání s Kimem a jeho výsledky vedly k tomu, že Trumpova oblíbenost u republikánských voličů vzrostla na dosud nejvyšší úroveň. Podle televizní stanice CNN má Trump v červnu 2018 podporu 85 % republikánů a 40 % všech Američanů. Trumpovo silné postavení v Republikánské straně se projevilo také tím, že jeho vnitrostranický kritik Mark Sanford, bývalý guvernér státu Jižní Karolína a eventuální kandidát na prezidenta v roce 2020, prohrál právě v den singapurského summitu, tedy 12. června, v republikánském hlasování o kandidatuře do Sněmovny reprezentantů USA. Vítězkou se stala Trumpova stoupenkyně Kattie Arrington, kterou prezident podpořil tvítem ze Singapuru tři hodiny před koncem hlasování. O Sanfordovi se Trump naopak vyjádřil, že je pouze zdrojem problémů („he is nothing but trouble“).

#### Červenec až září

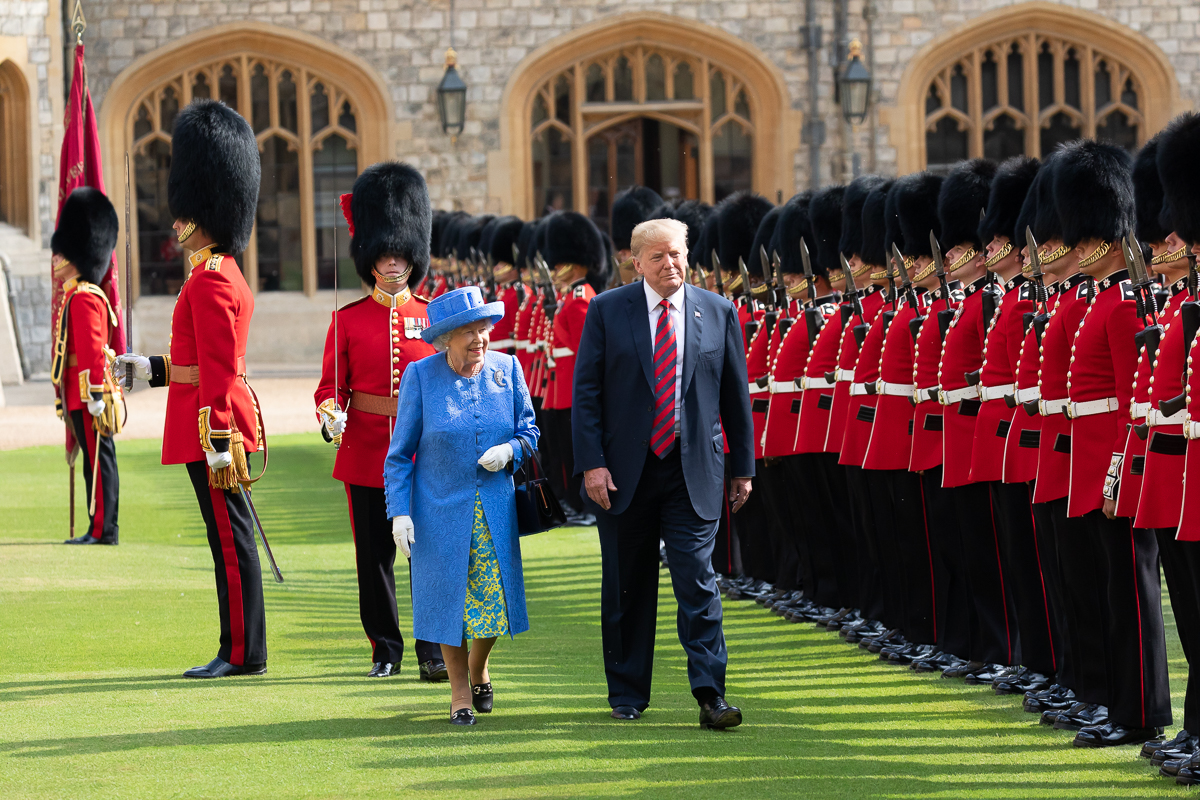
Trump s britskou královnou Alžbětou II. na hradě Windsor 13. července 2018

Dne 27. června 2018 oznámil 81letý soudce Nejvyššího soudu Spojených států Anthony Kennedy, že ku dni 31. července 2018 odejde na odpočinek. Trump tím dostal příležitost nominovat nového soudce podle vlastního uvážení a tím za dané situace ovlivnit budoucí rozhodnutí tohoto soudu. Již 9. července oznámil svého kandidáta. Stal se jím 53letý konzervativní právník a absolvent elitní Yale University Brett Kavanaugh, který ještě musel být potvrzen Senátem USA. Kavanaugh byl pak 6. října 2018 přes velké protesty Demokratické strany a části americké veřejnosti potvrzen Senátem USA poměrem hlasů 50 : 48 a doplnil soudcovské kolegium Nejvyššího soudu na plný počet devíti členů.
Dne 3. července 2018 vydala Trumpova administrativa nařízení, kterým zrušila praxi pozitivní diskriminace (tzv. affirmative action) na amerických středních a vysokých školách, které se mohly při přijímání studentů rozhodovat podle rasového klíče a směly zvýhodňovat afroamerické a hispánské uchazeče o přijetí na školu. Harvardova univerzita a některé další americké univerzity se rozhodly nařízení vlády ignorovat a chtějí dál uplatňovat rasové hledisko při výběru budoucích studentů.
Ve dnech 12. a 13. července se Trump zúčastnil summitu NATO v Bruselu, kde při setkání s generálním tajemníkem NATO Jensem Stoltenbergem kritizoval plánovaný plynovod Nord Stream 2, který spojí Rusko přímo s Německem po dně Baltského moře. Poté navštívil Spojené království a setkal se s královnou Alžbětou II. a premiérkou Theresou Mayovou. Dne 16. července 2018 se uskutečnilo jeho dlouho očekávané dvoustranné setkání s ruským prezidentem Vladimirem Putinem ve finských Helsinkách. Mnoha médii byly před touto Trumpovou cestou do Evropy vyjadřovány spekulativní obavy, že Trump při ní poškodí řadu zájmových oblastí západních spojenců USA a krom toho se příliš intenzívně politicky sblíží s Ruskem a osobně s Putinem.
Po návratu z Evropy poskytl Trump televizní stanici Fox News interview, ve kterém se vyjádřil negativně o imigrační politice německé kancléřky Angely Merkelové. Doslova prohlásil: „Angela byla superhvězda do té doby, než dovolila milionům lidí, aby přišli do Německa. Byla ve všech volbách neporazitelná. Přistěhovalství jí velmi těžce uškodilo.“ V interview pro anglický deník The Sun prohlásil dále, že přistěhovalství není dobré pro Evropu jako celek a také ne pro USA.
Trumpova administrativa uvalila sankce na dva turecké ministry kvůli zadržování amerického pastora Andrewa Brunsona, který byl zatčen během čistek v Turecku po neúspěšném pokusu o vojenský převrat v roce 2016, a obviněn z kontaktů na hnutí kazatele Fethullaha Gülena, který žije v exilu v USA. Trump předtím pohrozil Turecku „rozsáhlými sankcemi“. Turecko, které je důležitým spojencem Spojených států v rámci NATO, v odvetě uvalilo sankce na dva americké ministry.

#### Říjen až prosinec
Trump se intenzívně zapojil do boje republikánů proti demokratům před volbami do obou komor Kongresu USA, které se pak konaly 6. listopadu 2018. Spadaly do poloviny jeho vlastního funkčního období (tzv. midterm elections). Například vystoupil 23. října na shromáždění 16 000 přívrženců své strany v Houstonu, aby podpořil dosavadního senátora USA za stát Texas Teda Cruze, svého rivala z boje o prezidentskou kandidaturu v roce 2016. Cruz měl silného protivníka v osobě podstatně mladšího demokrata Beta O’Rourkeho. Ačkoliv Demokratická strana vkládala velké naděje do kandidatury Beta O’Rourkeho, Trumpova pomoc Cruzovi výrazně posílila šance tohoto republikána na obhájení senátorského postu. Všech šest průzkumů voličských preferencí z měsíce října vyznělo v jeho prospěch, s průměrem 50,8 % : 43,8 %.

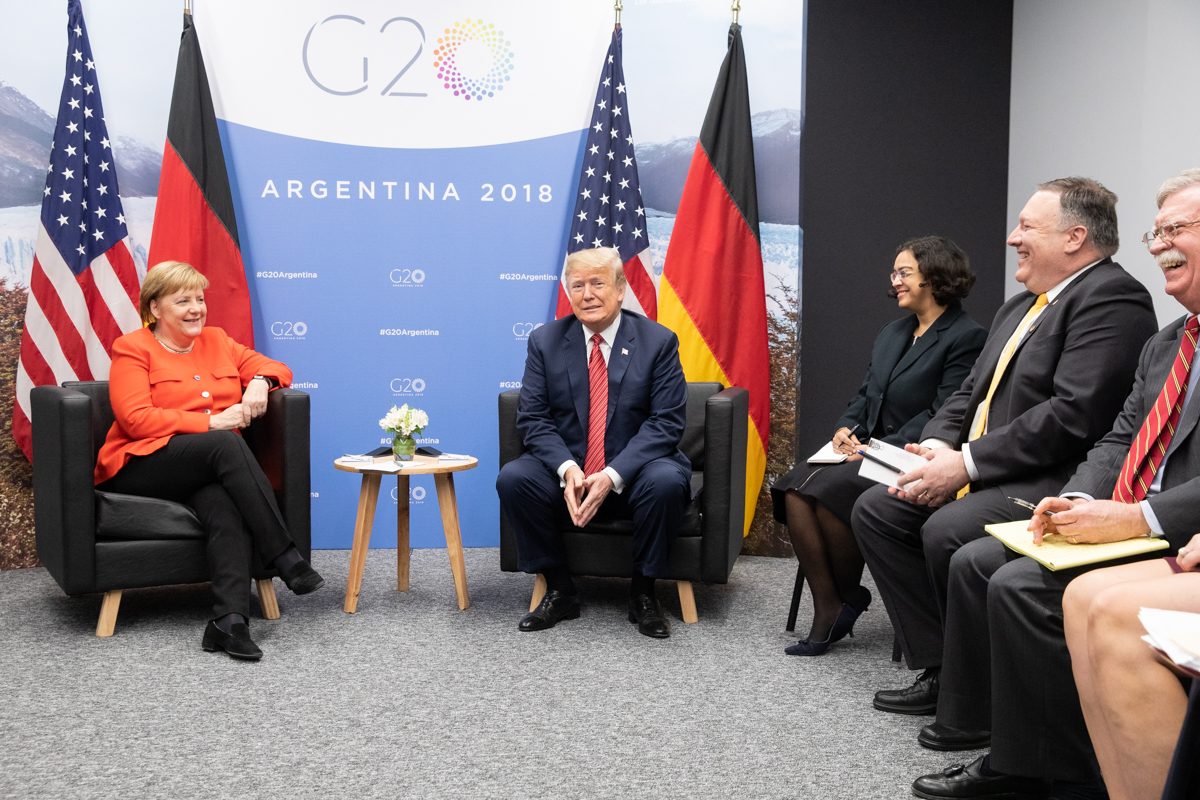
Trump a německá kancléřka Angela Merkelová na summitu G20 v Argentině, 1. prosince 2018

Trump při svých vystoupeních, jak v Houstonu tak v dalších tzv. příhraničních státech (tzv. border states), poukazoval na solidní ekonomické ukazatele od začátku své vlády v lednu 2017. Hlavně se však zaměřoval na problematiku imigrace ze států Střední Ameriky (Honduras, El Salvador a Guatemala) přes Mexiko do USA, která v současnosti zesílila. Situace se v říjnu 2018 podle Trumpa vyostřila natolik, že poslal vojenské jednotky, aby posílily zabezpečení hranice USA s Mexikem. Tam již slouží 2 000 příslušníků Národní gardy Spojených států. Do příhraničních států dorazilo již 800 vojáků. Celkově měli Trump a Pentagon v úmyslu poslat na hranici s Mexikem více než 5 200, eventuálně až 15 tisíc vojáků, aby odstrašili nelegální imigranty od přechodu hranic, jak řekl v pondělí 29. října 2018 generál Terrence O’Shaughnessy.
Také jiné republikánské kandidáty do obou komor Kongresu, jejichž zvolení bylo nejisté, Trump podporoval. Zvláštní pozornost věnoval kandidátům do Senátu USA, jejichž znovuzvolení nebo naopak zisk křesla navíc mohly pomoci, aby byla na další dva roky zajištěna pro něj důležitá dosavadní republikánská většina v horní komoře, která má dalekosáhlé pravomoci. Tam měli republikáni doposud těsnou většinu v poměru 51 : 49. Tvrdý boj se vedl mj. o senátní místo za stát Severní Dakota, kde dosavadní demokratická senátorka Heidi Heitkamp stála pod silným tlakem svého oponenta Kevina Cramera. Problémem pro ni se stala aféra s uveřejněním jmen údajných obětí sexuálního obtěžování bez jejich souhlasu, kterou zapříčinili spolupracovníci Heitkampové. Týkalo se to více než 100 žen. Heidi Heitkamp měla proto průběžně ztrátu zhruba 10–16 % hlasů proti Kevinu Cramerovi, musela i z finančních důvodů do značné míry omezit svou kampaň a volby nakonec prohrála.
Podle souhrnu průzkumů volebních preferencí, který uveřejňovala americká organizace Real Clear Politics, ztráta senátního křesla Heitkampové a ztráta nejméně dalšího jednoho postu mohla pro demokraty znamenat snížení počtu jejich senátních míst na 47 (nebo na 46), zatímco republikáni by mohli od ledna 2019 mít v Senátu o dva posty více, tedy 53 křesel (eventuálně i o tři více, tedy 54).
V souvislosti s vraždou saúdskoarabského opozičního novináře Džamála Chášukdžího na saúdském generálním konzulátu v Istanbulu odmítl Trump pozastavit dodávky amerických zbraní do Saúdské Arábie, která je dlouhodobým spojencem Spojených států.

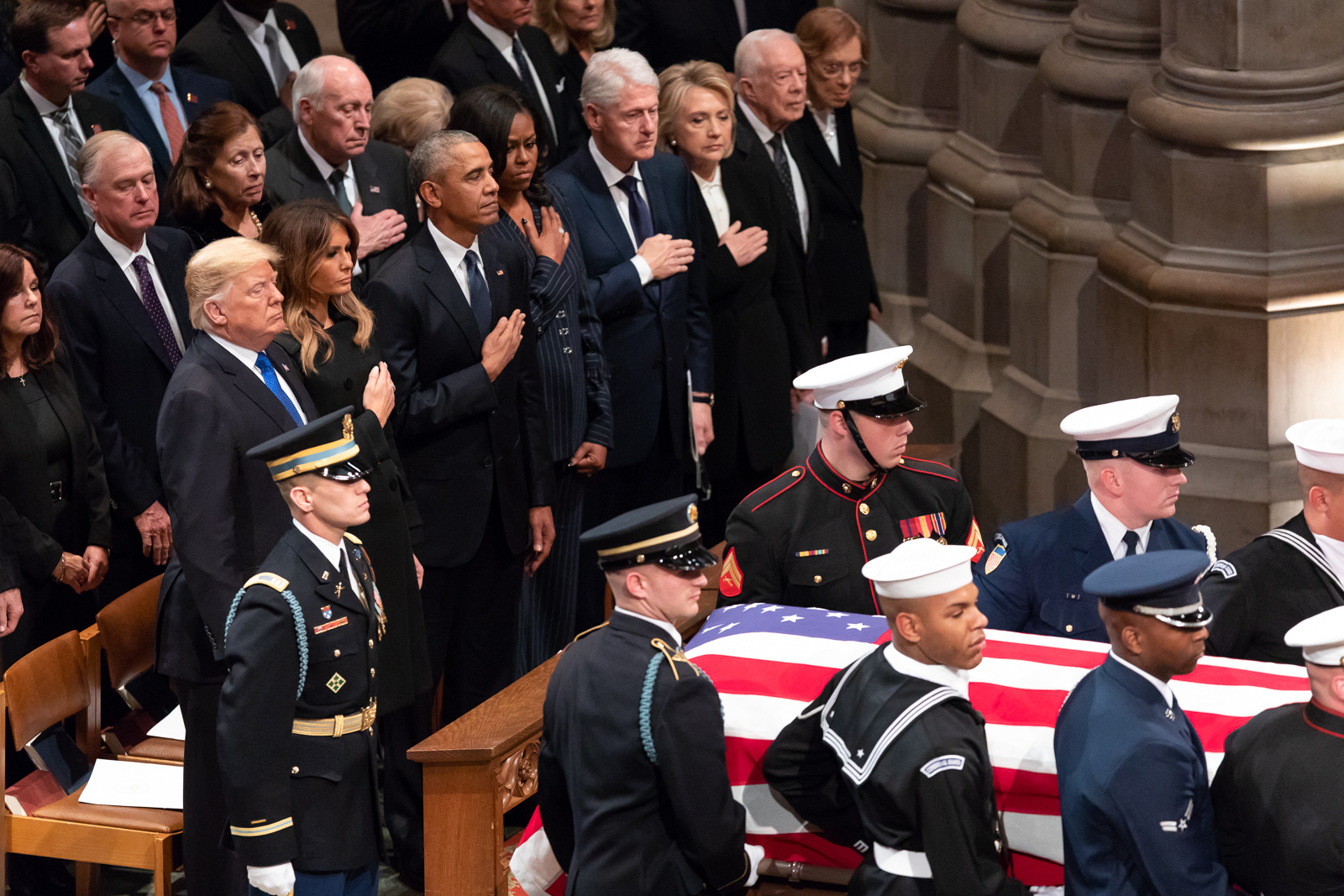
Trump a další bývalí prezidenti na pohřbu George H. W. Bushe 5. prosince 2018

V předvečer voleb uprostřed volebního období (midterm elections) dne 6. listopadu 2018 byly zveřejněny průběžné výsledky průzkumu oblíbenosti pěti vrcholných představitelů USA u veřejnosti. Všichni tito politikové obdrželi negativní hodnocení, avšak Trumpův výsledek byl relativně nejlepší. 41,8 % dotázaných mělo o něm pozitivní mínění, zatímco negativně jej vidělo 54,5 % lidí; rozdíl byl tedy −12,7 %. Mnohem méně příznivý byl úsudek respondentů o mluvčí demokratů ve Sněmovně reprezentantů Nancy Pelosiové, jejíž nepříznivé saldo dosáhlo −26,0 % (pozitivně ji vidělo jen 27,5 % dotázaných). Mluvčí republikánů ve Sněmovně reprezentantů Paul Ryan obdržel negativní výsledek −22,3 %. Druhé relativně nejlepší hodnocení připadlo na lídra demokratické menšiny v Senátě USA Chucka Schumera s hodnotou −15,0 %. Nejhorší výsledek obdržel republikánský mluvčí Senátu Mitch McConnell, a sice −27,2 %.
Republikáni ztratili ve volbách do Kongresu USA svou dosavadní většinu ve Sněmovně reprezentantů, avšak vyslovenou prioritou prezidenta Trumpa bylo udržení většiny v Senátě Spojených států. To se nejen podařilo, nýbrž byly získány pravděpodobně dva posty navíc proti dosavadnímu stavu. Takový výsledek se za posledních 30 let zdařil jen dvěma prezidentům. Republikánský senátor Cory Gardner (Colorado), který byl předsedou výboru republikánů pro volby do Senátu, ocenil velký Trumpův přínos k vítězství strany v těchto volbách. Ten spočíval v neúnavném Trumpově osobním nasazení a velkém zájmu lidí o jeho početná volební shromáždění ve státech USA, ve kterých se bojovalo o klíčová místa v Senátě. Od ledna 2019 budou mít republikáni 53 senátorů ze 100. Odebrali demokratům senátorské posty na Floridě, v Indianě, Missouri a Severní Dakotě. Naopak ztratili mandáty v Arizoně a Nevadě. Na Floridě zvítězil dosavadní guvernér Rick Scott po přepočítávání hlasů velmi těsně, a to zhruba o 10 000 hlasů. O jednom senátorském místě – ve státě Mississippi – se rozhodlo v dodatečné volbě dne 27. listopadu 2018. Vítězkou se stala republikánka Cindy Hydeová-Smithová, která porazila bývalého ministra zemědělství Mikea Espyho poměrem hlasů 55 %: 45 %.

### 2019

#### Leden až březen

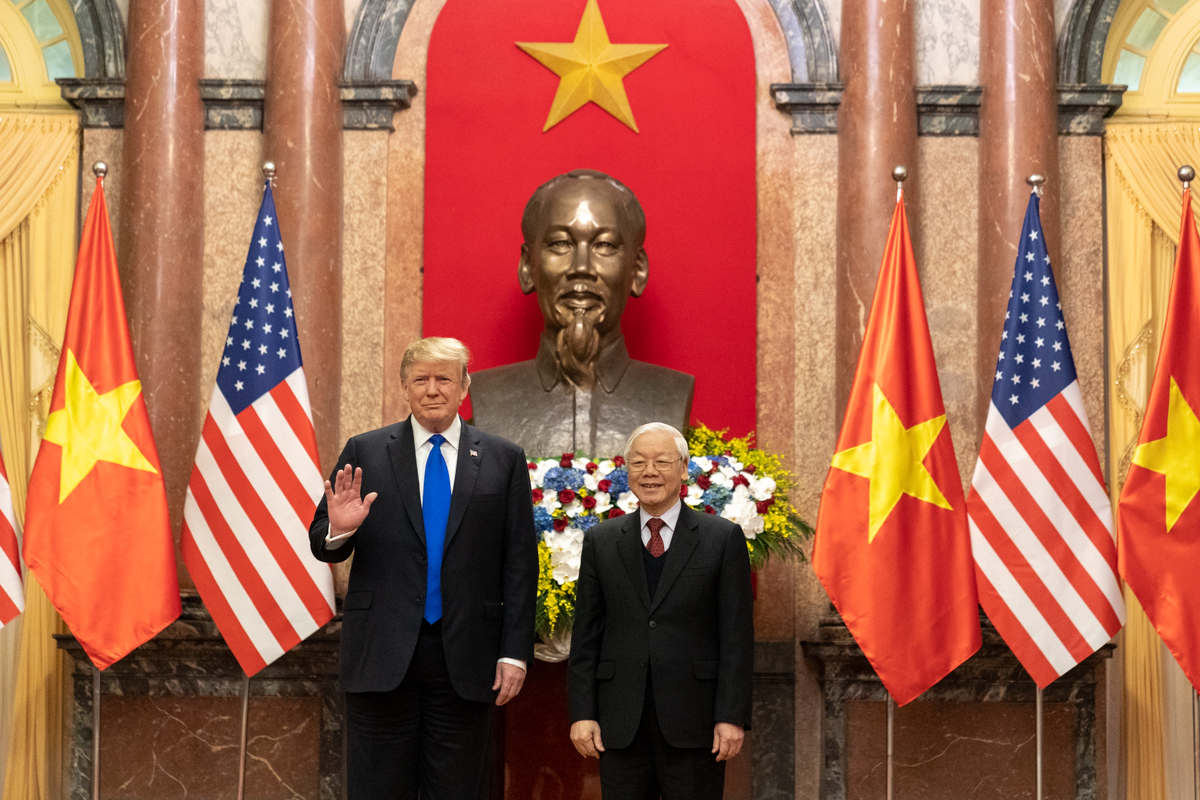
Trump a vietnamský prezident Nguyễn Phú Trọng pod Ho Či Minovou bustou v Hanoji 26. února 2019

Dne 15. února 2019 vyhlásil prezident Trump stav národní nouze, a to kvůli situaci na hranicích s Mexikem. Podle Trumpa je neudržitelné, že přes tyto hranice proudí do USA desetitisíce nelegálních imigrantů a velká množství drog. Proto je údajně nutné posílit stávající hraniční plot a na zhruba 400 km délky vybudovat vysokou a zajištěnou zeď. Protože Kongres USA nepovolil pro tyto účely dostatečné prostředky, má Trump touto cestou možnost uvolnit celkově až zhruba 8 miliard dolarů, zčásti z rozpočtu ministerstva obrany.
Dne 26. února 2019 přiletěl Trump s početným doprovodem do hlavního města Vietnamu Hanoje, kde se po dva následující dny setkal s vůdcem Severní Koreje Kim Čong-unem. Bylo to druhé jejich setkání po Singapurském summitu v červnu 2018. Přes zčásti přehnaná očekávání ve světě však tato schůzka nepřinesla žádné hmatatelné výsledky. Kim nebyl ochoten přistoupit na úplné odzbrojení severokorejského atomového arzenálu, nýbrž nabízel pouze částečné odzbrojení výměnou za zrušení přísných hospodářských sankcí vůči svému režimu. To však Trump a americká vláda odmítli. Summit skončil o dvě hodiny dříve, než bylo plánováno. Trumpovo rozhodnutí skončit summit bez výsledku zhodnotil vůdce demokratické menšiny v Senátu USA Chuck Schumer pozitivně: „Prezident udělal dobře, že přerušil rozhovory a vzdal se dobré fotografie výměnou za špatný obchod.“

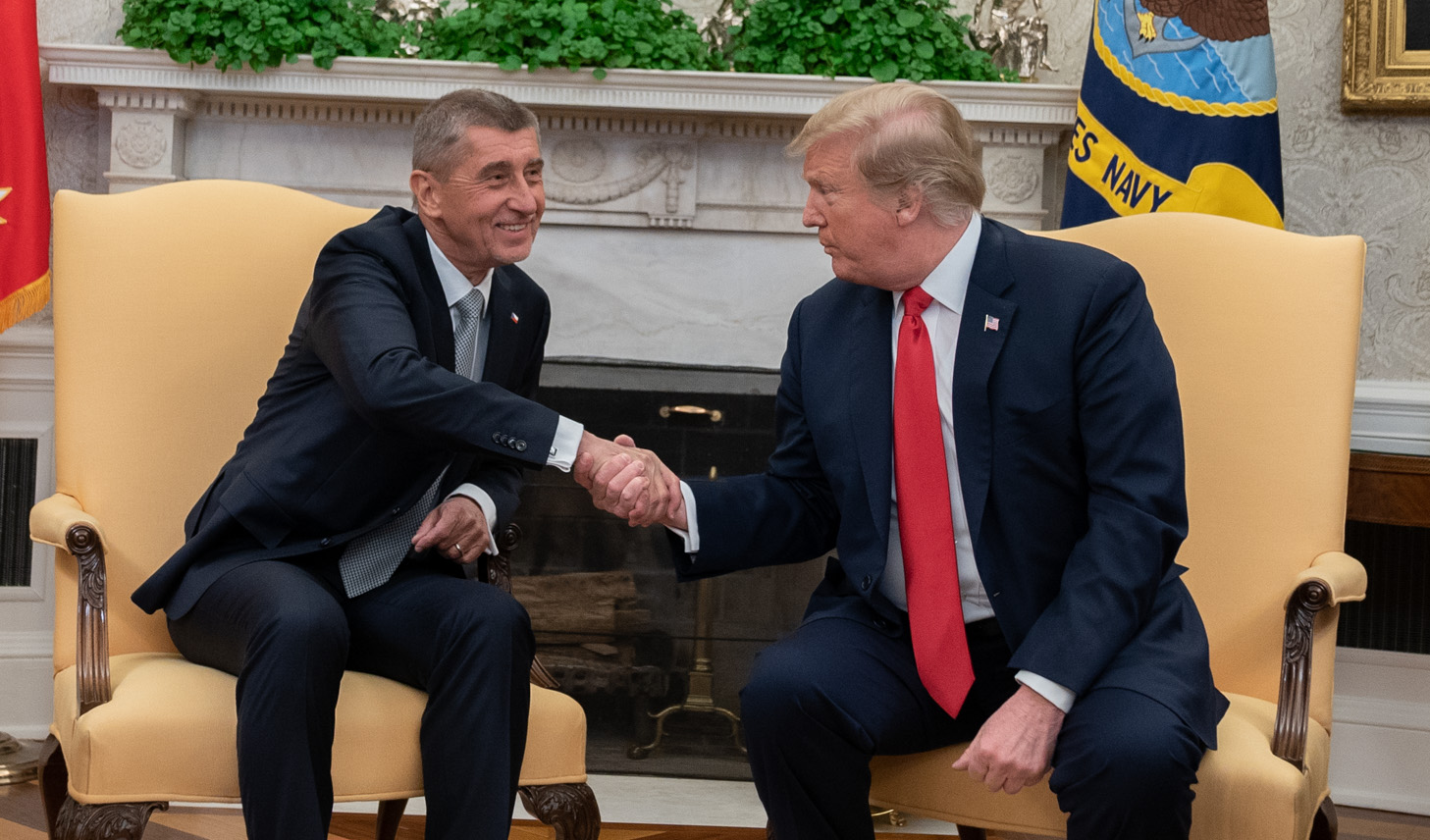
Trump a český premiér Andrej Babiš v Bílém domě 7. března 2019

Při oficiální návštěvě českého premiéra Andreje Babiše v USA byl Babiš prezidentem Trumpem přijat v Bílém domě.
Dne 22. března 2019 předal zvláštní poradce Robert Mueller ministrovi spravedlnosti Williamu Barrovi dlouho očekávanou konečnou zprávu o výsledku svého vyšetřování ve věci údajné „Russian connection“ (spojení s Ruskem) volebního týmu Donalda Trumpa v roce 2016 a eventuální osobní angažovanosti úřadujícího prezidenta USA. Den poté ministr a jeho náměstek Rod Rosenstein tuto zprávu vyhodnocovali. Zatím prosákl na veřejnost jen jeden detail, že totiž Mueller nemá v úmyslu pokračovat ve vyšetřování a obžalobách dalších osob než je oněch 30 osob, které byly jeho týmem doposud podchyceny. Protože by tím bylo zřejmé, že osoby blízké prezidentovi jako je jeho zeť Jared Kushner nebudou obžalovány, vyvodili lidé kolem Trumpa z tohoto detailu závěr, že zpráva přinesla pro Donalda Trumpa samotného pozitivní výsledek. Demokratická strana nemá podle těchto úvah žádnou možnost, prosadit zahájení procesu proti prezidentovi zvaného impeachment, natož aby takový proces skutečně vedl k jeho sesazení. Chybí k tomu především potřebná dvoutřetinová většina hlasů v Senátu USA.
Během krátké návštěvy izraelského premiéra Benjamina Netanjahua ve Washingtonu podepsal Trump 25. března 2019 dekret, kterým Spojené státy uznaly izraelskou suverenitu nad Golanskými výšinami. Toto území Izrael vojensky okupoval v roce 1967 a v roce 1981 je de facto anektoval. Doposud nebyla tato anexe žádným jiným státem uznána a Golany jsou také Organizací spojených národů (OSN) nadále považovány za výsostné území Sýrie.

#### Duben až srpen
Dne 24. července 2019 zvláštní vyšetřovatel Robert Mueller na základě předvolání svědčil před Kongresem.
V průběhu roku 2019 prezident Trump opakovaně vyslovil myšlenku, že Spojené státy by měly zájem o koupi Grónska od Dánska.

#### První impeachment

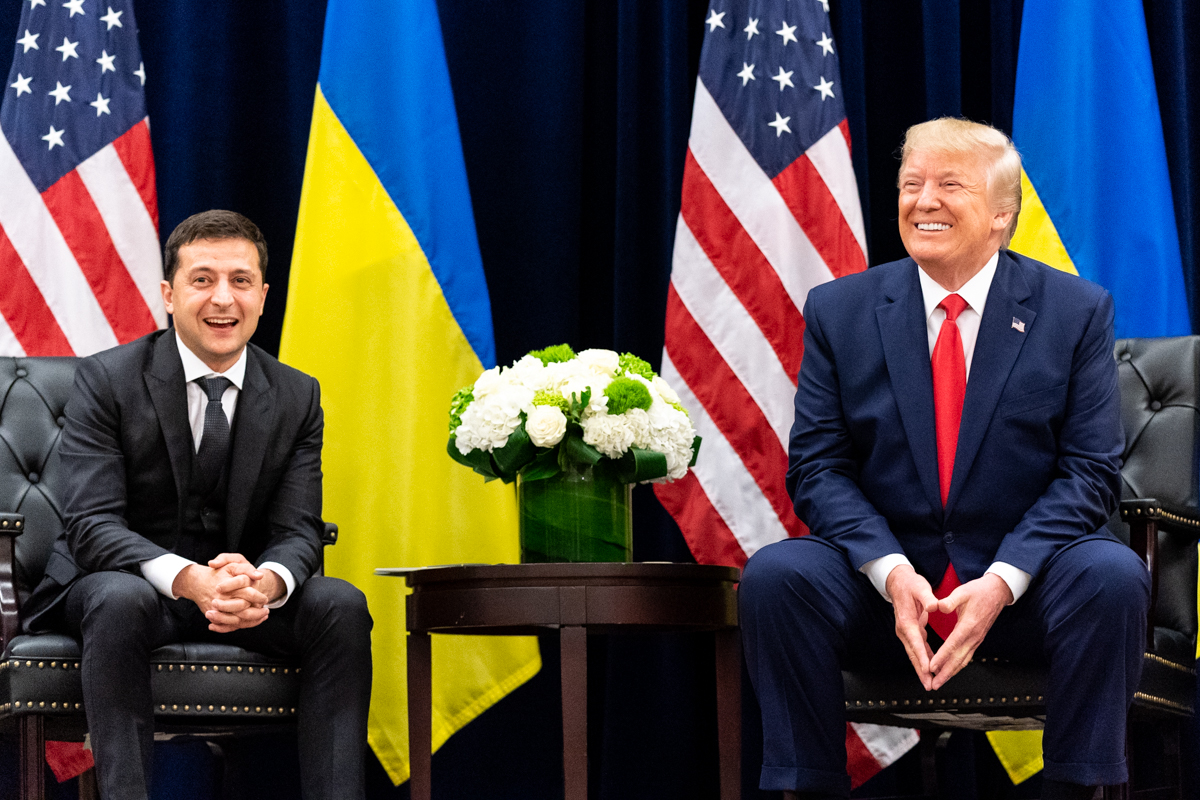
Trump a Zelenskyj v New Yorku, 25. září 2019

V září 2019 ohlásila předsedkyně Sněmovny reprezentantů Nancy Pelosiová z Demokratické strany, že sněmovna zahájí přípravu ústavní žaloby (impeachmentu) na prezidenta Trumpa na základě stížnosti anonymního státního zaměstnance (jehož identita však byla mezitím neoficiálně odhalena) na prezidentův telefonát s nově zvoleným ukrajinským prezidentem Volodymyrem Zelenským z července 2019, ve kterém Trump požádal Zelenského, aby prošetřil působení bývalého viceprezidenta USA Joe Bidena a jeho syna Huntera Bidena na Ukrajině. Joe Biden se ucházel o kandidaturu za Demokratickou stranu v prezidentských volbách 2020. Prezidentův telefonát se Zelenským a krátkodobé zastavení vojenské pomoci Ukrajině byly odpůrci Trumpa vnímány jako pokus o ovlivnění prezidentských voleb, ve kterých prezident usiluje o znovuzvolení. Ukrajinský prezident Zelenskyj popřel, že by na něj Trump vyvíjel nátlak.
Hunter Biden krátce po Euromajdanu v roce 2014 vstoupil do představenstva ukrajinské energetické firmy Burisma Holdings a bylo mu firmou vypláceno až 50 000 dolarů měsíčně (podle jiných zpráv až 80 000 dolarů měsíčně). Společnost Burisma byla na Ukrajině vyšetřována pro podezření z korupce a ukrajinský generální prokurátor, který Burismu vyšetřoval, byl po nátlaku tehdejšího viceprezidenta Bidena na vládu prezidenta Porošenka odvolán ze své funkce. Vyšetřování bylo poté zastaveno, ale Biden tvrdil, že jeho nátlak na odvolání prokurátora s vyšetřováním Burismy nijak nesouviselo.
Dne 18. prosince 2019 byla Sněmovnou reprezentantů schválena obžaloba prezidenta Trumpa v procesu impeachmentu v bodech zneužití úřadu a obstrukcí vůči Kongresu Spojených států, čímž se Trump stal třetím prezidentem, u nějž sněmovní poslanci schválili impeachment. Rozhodující však bylo hlasování v Senátu Spojených států, který díky republikánské většině v obou bodech obžaloby hlasoval proti odvolání prezidenta z jeho funkce.
Po projednávání v příslušných dvou výborech odhlasovalo 18. prosince 2019 plénum Sněmovny reprezentantů většinou hlasů poslanců Demokratické strany podání ústavní žaloby na prezidenta Trumpa ve dvou bodech. První bod je údajné zneužití úřadu tím, že „vykonával nátlak na Ukrajinu“, aby získal informace o svém možném soupeři v nastávajících prezidentských volbách Joe Bidenovi. Druhý bod je údajná obstrukce vůči Kongresu USA. První bod byl přijat většinou 230 : 197 hlasů, druhý pak 229 : 198 hlasů. Po postoupení impeachmentu Senátu ze strany Sněmovny reprezentantů se Trump stane třetím obžalovaným prezidentem v dějinách USA.
Po průtazích způsobených taktizováním ze strany demokratů prohlásila předsedkyně Sněmovny reprezentantů Nancy Pelosiová teprve 10. ledna 2020, že „v následujícím týdnu“ předá žalobu Senátu USA k projednání. V Senátu bylo projednávání žaloby zahájeno 16. ledna a 21. ledna 2020 byla po bouřlivé debatě schválena procedurální pravidla. Ta jsou zakotvena v rezoluci, kterou navrhl vůdce republikánské většiny Mitch McConnell. Tuto rezoluci schválilo 53 senátorů, příslušníků Republikánské strany, proti ní hlasovalo 47 senátorů. Stejným poměrem hlasů bylo zamítnuto jedenáct pozměňovacích návrhů, které přednesl vůdce demokratů Charles Schumer.
K odvolání prezidenta z úřadu v rámci impeachmentu je vyžadována podpora dvoutřetinové většiny přítomných senátorů (za daných okolností 67 hlasů), kterou Trumpovi odpůrci velmi pravděpodobně nezískají. Komentátoři německých novin Frankfurter Allgemeine Zeitung zhodnotili snahu Demokratické strany o impeachment jako vážnou politickou chybu, která by v důsledku mohla zvýšit Trumpovy šance na znovuzvolení v listopadu 2020.
Tzv. manažeři impeachmentu a demokratičtí senátoři požadovali při samotném procesu v Senátu povolání nových svědků, doposud neslyšených ve Sněmovně reprezentantů. Jednalo se především o Johna Boltona, bývalého prezidentova poradce pro národní bezpečnost. Ten po svém propuštění napsal knihu, ve které údajně přitěžuje Trumpovi ohledně tzv. ukrajinské aféry, spojené se jmény Joe Biden a Hunter Biden. Plánované uveřejnění této knihy narazilo na odpor Bílého domu; prezident je chce zakázat s poukazem na svá exekutivní privilegia a ohrožení národní bezpečnosti kvůli „přísně tajným informacím“ v knize obsaženým.
 K prosazení svého požadavku na povolání nových svědků by demokraté potřebovali 51 hlasů senátorů, tedy čtyři hlasy republikánských senátorů.
Dne 30. ledna 2020 však prohlásil republikánský senátor Lamar Alexander ze státu Tennessee, v jehož podporu Demokratická strana doufala, že nebude hlasovat pro povolání nových svědků. Také jeho kolegyně Lisa Murkowski ze státu Aljaška odmítla podpořit demokraty. Pouze republikánská senátorka Susan Collinsová ze státu Maine před hlasováním oznámila, že se vysloví pro předvolání nových svědků. Při samotném rozhodujícím hlasování v noci na 1. února 2020 se k ní přidal Mitt Romney z Utahu. Tyto dva hlasy nestačily pro prosazení požadavku Demokratické strany, která při hlasování utrpěla těžkou porážku poměrem hlasů 51 : 49. Tím byla odstraněna poslední překážka pro brzké konečné hlasování v Senátu (podle schváleného časového harmonogramu dne 5. února 2020), při kterém bude s největší pravděpodobností Trumpovo odvolání z úřadu prezidenta USA Senátem zamítnuto.

### 2020

#### Leden

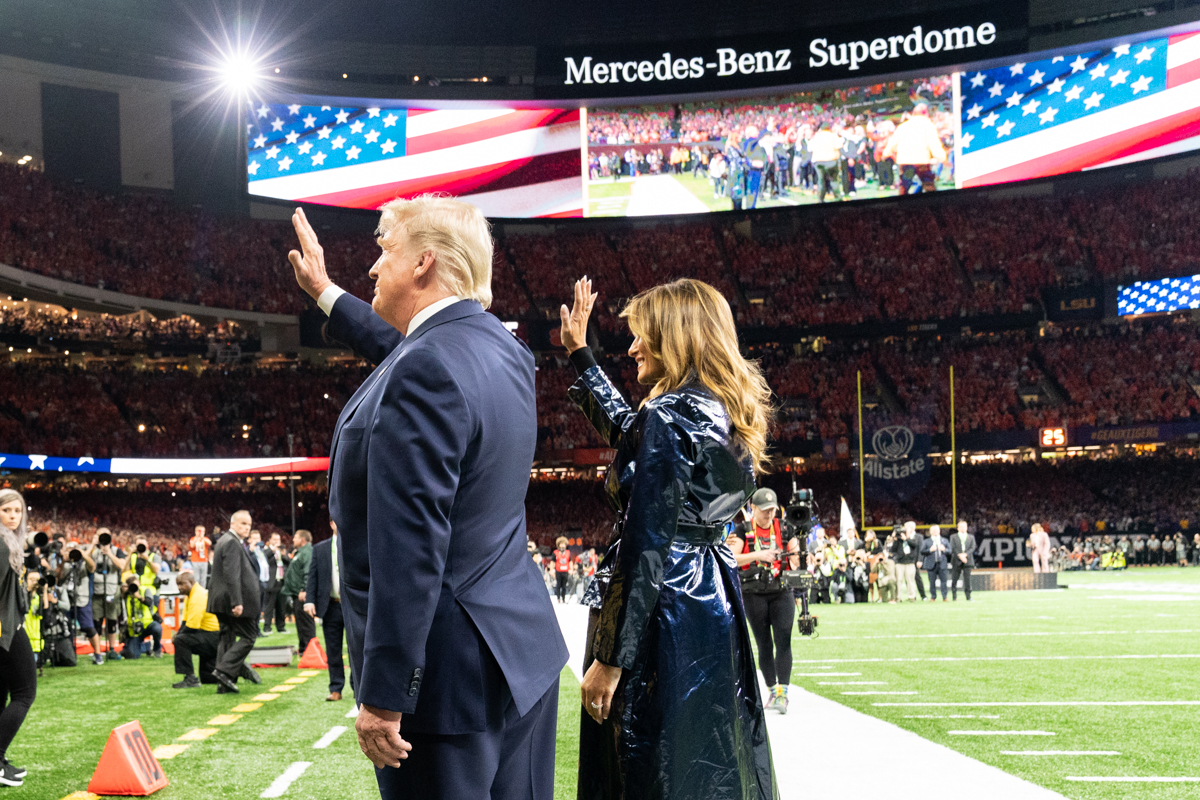
Trump a jeho manželka před zápasem univerzitních týmů v Mercedes-Benz Superdome v New Orleansu 13. ledna 2020

Na rozkaz prezidenta Trumpa a na základě informací amerických tajných služeb provedlo letectvo Spojených států amerických dne 3. ledna 2020 raketový útok bezpilotním letadlem na dva automobily v blízkosti bagdádského mezinárodního letiště, při kterém byli zabiti íránský generálmajor Kásim Sulejmání a další čtyři muži, mezi nimi i zástupce velitele šíitských milic PMF Abú Mahdí Muhandis. Sulejmání byl od roku 2002 velitelem jednotek Quds, elitních složek Íránských revolučních gard (IRG), za jejichž zahraniční vojenské operace v Libanonu, Sýrii, Iráku a Jemenu byl odpovědný.
Ve své analýze této události popsal washingtonský dopisovatel německého deníku Frankfurter Allgemeine Zeitung Majid Sattar její pozadí. Považoval ji za následek předešlých akcí íránských jednotek v Iráku nebo událostí, které se staly pod vlivem Íránu, zvláště útoku početných demonstrantů na americké velvyslanectví v Bagdádu několik dní před útokem na Sulejmáního a jeho doprovod. Zároveň se podle Sattara jedná o závažné rozhodnutí prezidenta Trumpa, které je determinováno jeho soupeřením s Demokratickou stranou USA a snahou o znovuzvolení prezidentem v listopadu 2020, přičemž mohou jeho následky podstatně ovlivnit jeho další politický osud.

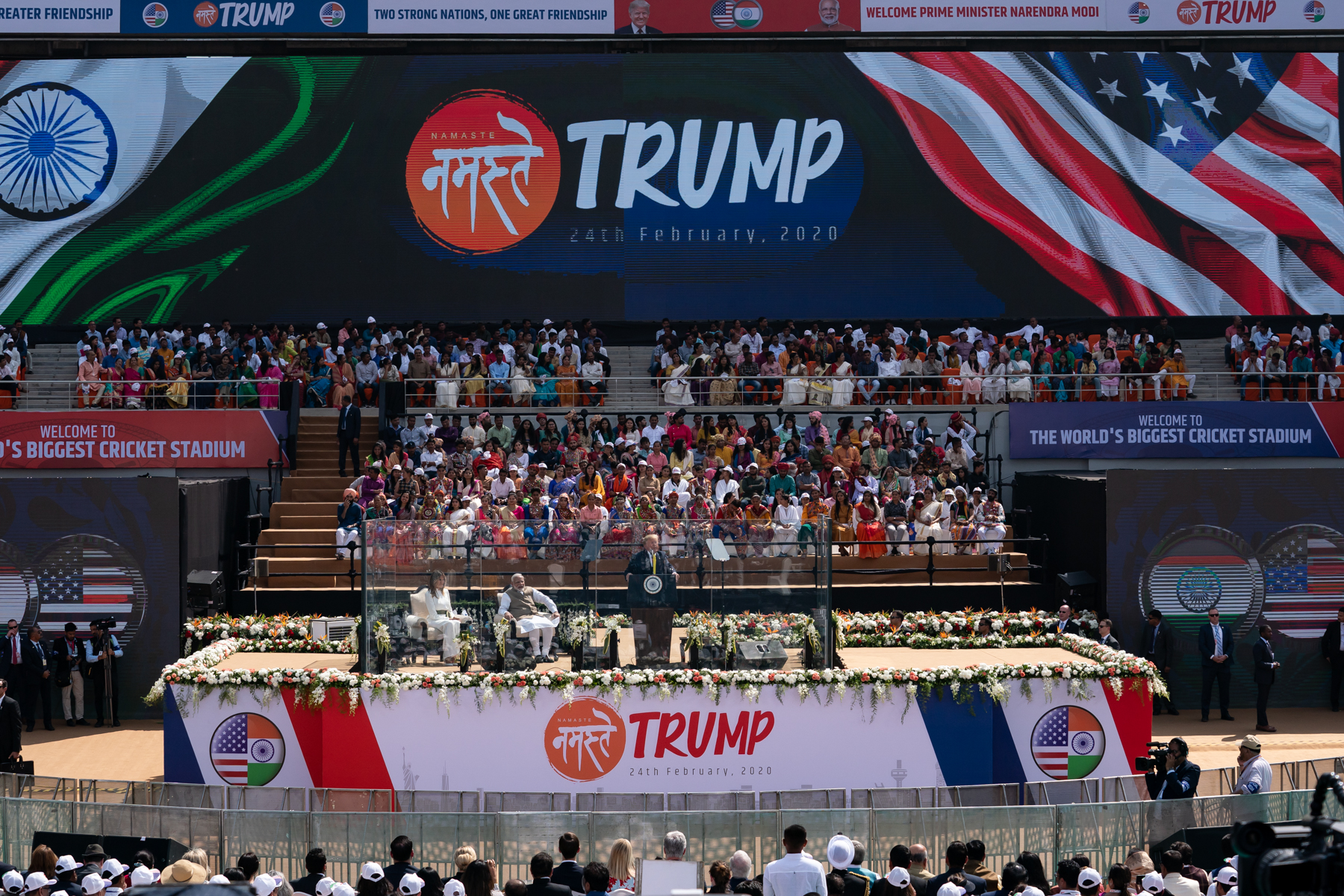
Trump a indický premiér Naréndra Módí na největším kriketovém stadionu na světě ve městě Ahmadábád 24. února 2020

Dne 24. ledna 2020 se Donald Trump zúčastnil pochodu pro život (akce za obnovení právní ochrany lidského života od početí) ve Washingtonu. Trump uvedl: „Všichni tady chápeme věčnou pravdu, že každé dítě je vzácným a posvátným darem Božím, společně musíme chránit důstojnost a posvátnost každého lidského života.“ Senátorka Katrina Jacksonová z Demokratické strany uvedla: „Konečně máme hlavu státu, která akci navštívila. Je to precedens pro příští prezidenty,“ a že je nadšená z účasti prezidenta, ač má na mnohá témata odlišné postoje. Na pódiu vedla Trumpa stálo několik pro-life aktivistek.

#### Březen

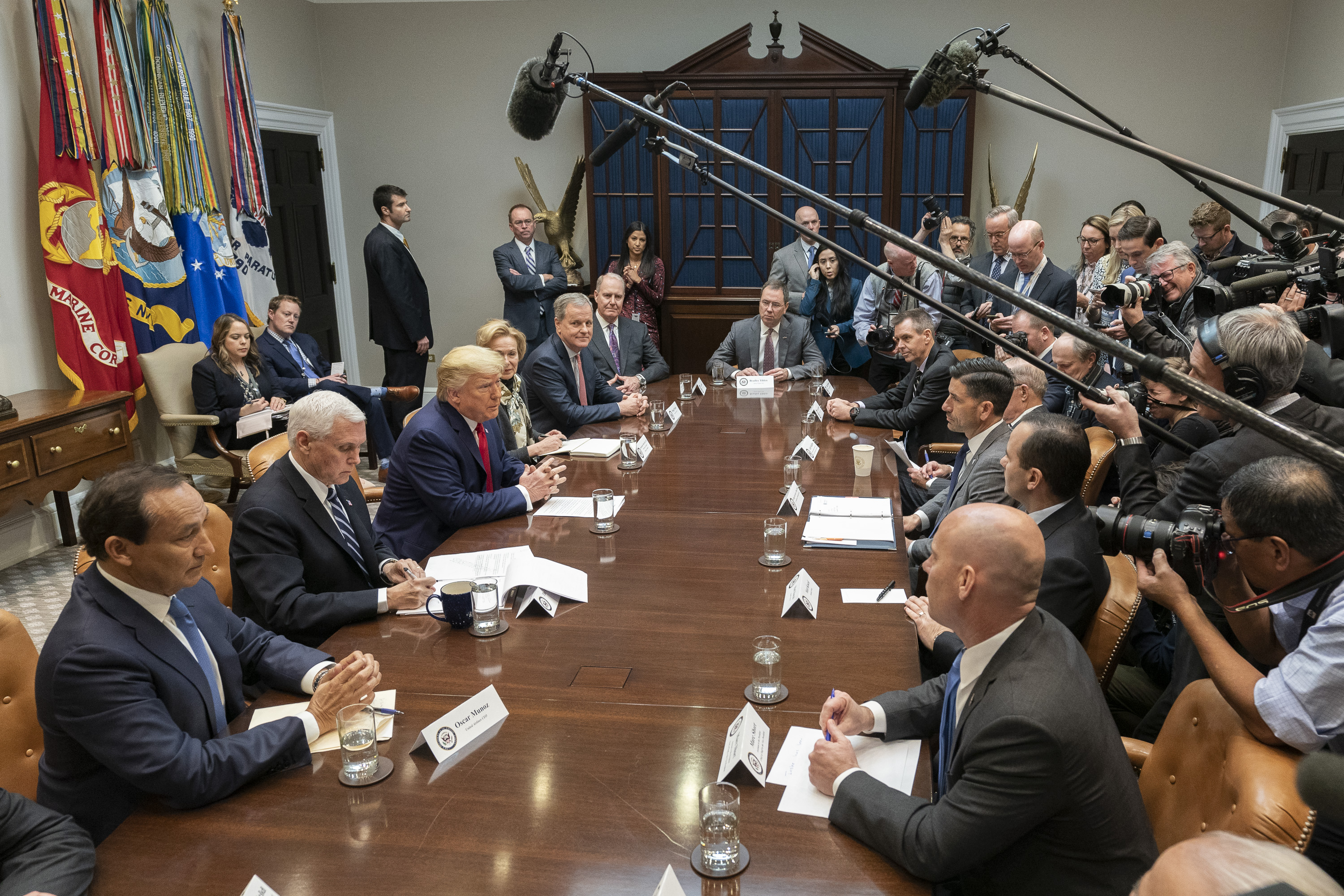
Trump diskutuje se zástupci leteckých společností o dopadech pandemie covidu-19 na cestovní průmysl

Dne 12. března 2020 Donald Trump oznámil zákaz letů do Spojených států amerických z Evropy, aby zabránil rozšíření covidu-19 do Spojených států amerických.

#### Květen
Donald Trump kritizoval reakci Organizace spojených národů na rozšíření covidu-19 v Ekvádoru. Organizace spojených národů podle něj nabídla Ekvádoru pomoc pod podmínkou legalizace umělých potratů v Ekvádoru. Dle vyjádření OSN nic takového podmínkou zaslání humanitární pomoci nebylo a všechna doporučení respektovala zákony Ekvádoru a nepožadovala jejich změnu.
Donald Trump přerušil financování Světové zdravotnické organizace v reakci za její jednání během pandemie covidu-19. Donald Trump napsal šéfovi WHO: „Je jasné, že opakovaná pochybení vás a vaší organizace při reakci na pandemii přišla svět extrémně draho“ a dále uvedl: „Jediný způsob, jakým může Světová zdravotnická organizace vykročit vpřed, je pokud zvládne skutečně prokázat svou nezávislost vůči Číně.“ 

#### Září
Po úmrtí liberální soudkyně Nejvyššího soudu Ruth Bader Ginsburgové dne 18. září oznámil prezident Trump, že navrhne na uvolněné místo konzervativní kandidátku – tou se později stala Amy Coney Barrettová. Předseda Senátu Mitch McConnell následně ohlásil, že tato kandidátka projde hlasováním aktuálního Senátu, tedy ještě před zahájením funkčního období nového prezidenta a Senátu. Takový postup kritizovali zástupci Demokratické strany s poukazem na precedent vytvořený samotnými Republikány před volbami 2016. V únoru 2016 zemřel konzervativní soudce Scalia, a Republikáni poté zablokovali hlasování o kandidatuře Merricka Garlanda, nominovaného prezidentem Obamou. Argumentovali, že v posledním roce prezidentského mandátu by k hlasování nemělo dojít a nového soudce má vybrat nový prezident.
Večer 29. září se konala první předvolební debata mezi prezidentem Trumpem a bývalým viceprezidentem Bidenem. Debata byla hodnocena jako „chaos“, „katastrofa“ a „národní ostuda“, kdy si kandidáti skákali do řeči a moderátor upozorňoval prezidenta Trumpa, že nedodržuje dohodnutá pravidla. Trump přerušoval svého soupeře nebo moderátora asi třikrát častěji. Biden několikrát prezidenta Trumpa urazil. Nazval jej lhářem a klaunem a vyzval ho, aby „držel hubu“ (Would you shut up, man). Také Trump použil problematické formulace proti Bidenovi a jeho synovi Hunterovi. Některá média zhodnotila výsledek debaty jako příznivější pro Bidena, který potřeboval neztratit svůj dosavadní náskok v průzkumech veřejného mínění, než pro Trumpa, jenž se snažil získat nové voliče, hlavně mezi dosud nerozhodnutými.

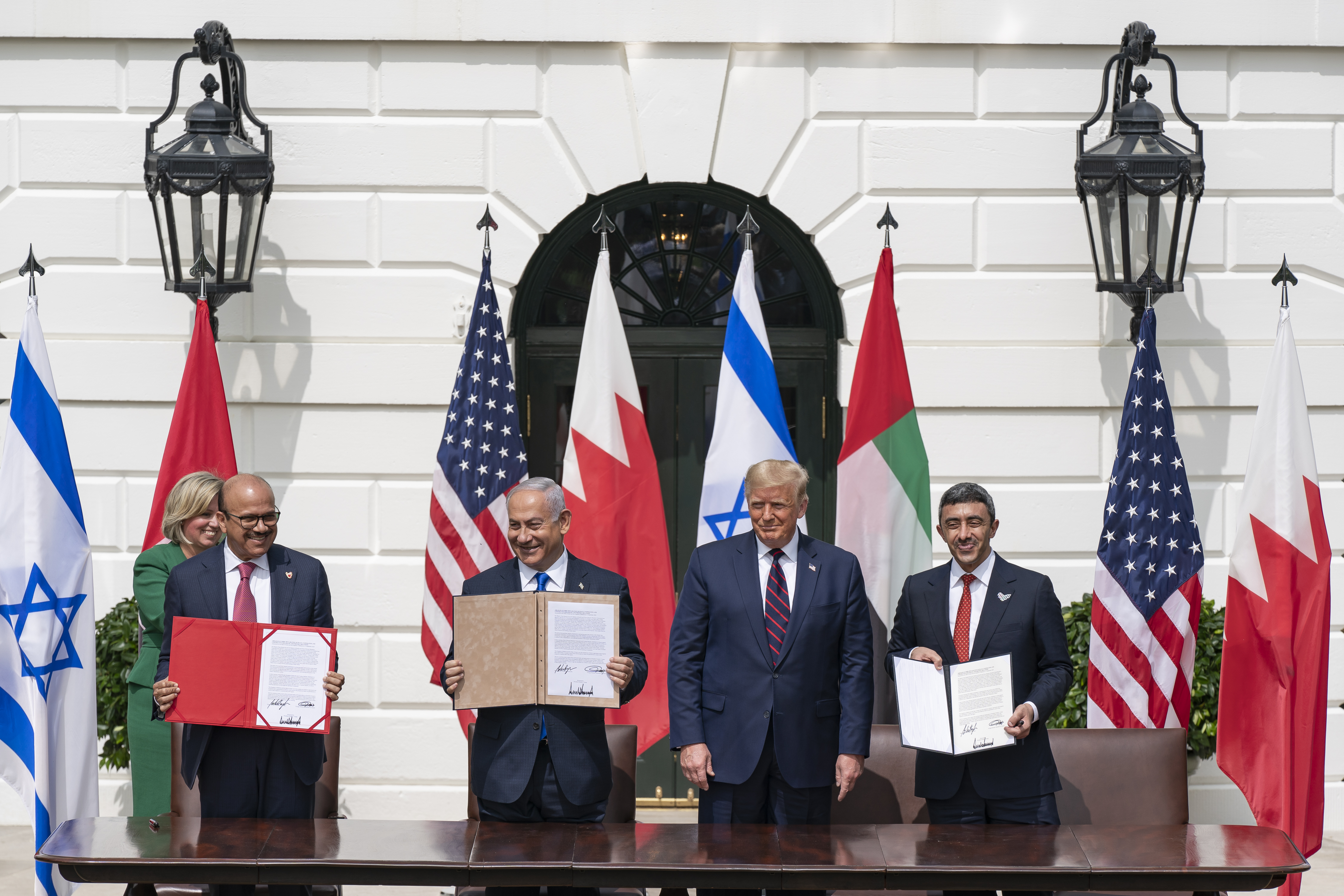
Zástupci SAE a Bahrajnu podepsali 15. září v Bílém domě s Izraelem dohody o navázání diplomatických vztahů

Trump pomohl zprostředkovat dohody mezi Izraelem, Bahrajnem a Spojenými arabskými emiráty o navázání diplomatických vztahů. Pomohl také dojednat normalizaci vzájemných vztahů mezi Izraelem a Súdánem, který se tak stal třetím arabským státem, který se židovským státem navázal za Trumpova zprostředkování oficiální styky. Izrael se zavázal, že pozastaví plánovanou anexi části Západního břehu Jordánu.

#### Říjen
V noci z 1. na 2. října oznámil Donald Trump, že on i jeho manželka Melania byli pozitivně testováni na covid-19 a nastupují karanténu a léčbu. Večer 2. října se Trump přesunul z Bílého domu do vojenské nemocnice Waltera Reeda v Bethesdě. Během hospitalizace mu byl podáván mj. remdesivir, steroid dexametazon a experimentální směs protilátek firmy Regeneron. Po třech dnech, večer 5. října, se Trump vrátil do Bílého domu. Při návratu vyzval, aby se lidé viru nebáli a nenechali jej ovládnout jejich život. Jeho lékař uvedl, že Trump ještě možná není zcela „za vodou“.
Dne 1. října 2020 vyzvali Trump, francouzský prezident Macron a ruský prezident Putin ve společném prohlášení k zastavení bojů o Náhorní Karabach, které koncem září rozpoutal s podporou Turecka Ázerbájdžán ve snaze dobýt Armény osídlenou Náhorno-karabašskou republiku, která se v době rozpadu Sovětského svazu s podporou Arménie odtrhla od Ázerbájdžánu a vyhlásila v roce 1991 nezávislost. Ázerbájdžánský prezident Ilham Alijev a turecký prezident Erdoğan výzvu tří prezidentů odmítli a jako podmínku zastavení bojů uvedli stažení Arménie z území Náhorního Karabachu.

#### Prosinec
Trump pomohl zprostředkovat dohodu mezi Marokem a Izraelem o normalizaci vzájemných vztahů, v jejímž rámci Spojené státy souhlasily s uznáním marockých nároků na sporné území Západní Sahary, která byla anektována Marokem v 70. letech.

### 2021
Prezident Trump neuznal vítězství Joea Bidena v prezidentských volbách a snažil se všemi prostředky zvrátit výsledek ve svůj prospěch. V sobotu 2. ledna 2021 se dokonce pokoušel během telefonátu se státním sekretářem státu Georgia Bradem Raffenspergerem o dodatečnou revizi výsledku voleb a naléhal na něj, aby nalezl hlasy, které by potvrdily jeho vítězství. Celý rozhovor unikl na veřejnost a stal se podnětem k vyšetřování FBI a byl diskutován jako důvod k možnému dalšímu impeachmentu. Podle některých právníků se Trump mohl dopustit státního i federálního zločinu a jeho případné vlastní omilostnění nemůže mít vliv na případné obvinění a trestní stíhání. Před klíčovým zasedáním Kongresu, který měl zkontrolovat odevzdané hlasy volitelů a potvrdit volební výsledky, prezident Trump i jeho synové Eric a Donald junior otevřeně vydírali členy Kongresu za Republikánskou stranu aby výsledky zpochybnili. To nakonec vedlo k rozdělení republikánských poslanců na ty, kteří zastávají principy demokracie a velkou část republikánských zákonodárců, která vše vsadila na Trumpa (označenou jako Trump dead-enders).

#### Útok na Kapitol Spojených států amerických
Dne 6. ledna 2021, kdy bylo zahájeno společné zasedání Kongresu, tzn. Sněmovny reprezentantů a Senátu Spojených států, aby potvrdilo odevzdané hlasy volitelů a volbu nového prezidenta, napadl dav Trumpových příznivců budovu Kapitolu. Jednání muselo být přerušeno a poslanci i viceprezident Pence byli evakuováni na bezpečné místo. Trumpovým příznivcům se podařilo proniknout do budovy, kde se fyzicky střetli se členy ochranky. Někteří pronikli do jednacího sálu nebo kanceláře předsedkyně Sněmovny reprezentantů Nancy Pelosiové. Primátorka Washington, D.C. vyhlásila výjimečný stav a zákaz vycházení od 18 hod. Prezident Trump nakonec po výzvách republikánských senátorů odsoudil násilnosti a protiprávní jednání svých příznivců. Do Washingtonu zástupce Pentagonu povolal 1 100 ozbrojených členů Národní gardy.
Donald Trump svým příznivcům, kteří obsadili Kapitol, vzkázal prostřednictvím videa, že mu byly volby, ve kterých s převahou vyhrál, ukradeny. Sice je vyzval, aby šli domů a neporušovali pořádek, ale zároveň vůči nim prohlásil, že jsou „velmi speciální“ a že „je milujeme“.
V návaznosti na tyto události byl zablokován twitterový účet Donalda Trumpa (@realDonaldTrump) nejprve na 12 hodin, avšak nakonec se rozhodlo o jeho permanentním pozastavení. Trump porušoval pravidla této sociální platformy opakovaně už v minulosti, ale CEO Twitteru Jack Dorsey soudil, že v případě prezidenta Spojených států převažoval veřejný zájem aby byl účet zachován. Twitter zároveň smazal Trumpovy nové příspěvky na účtech @WhiteHouse a @TeamTrump a posléze rozhodl, že z oficiálních twitterových účtů prezidenta USA @POTUS a @FLOTUS budou před předáním úřadu smazány i veškeré příspěvky fanoušků a Joe Biden bude začínat od nuly. Podle Marka Zuckerberga má Trump zákaz přístupu na všechny facebookové platformy (včetně Instagramu), a to minimálně do konce svého mandátu. Facebook rovněž začal mazat všechny příspěvky se souslovím „stop the steal“.
Po násilí v Kapitolu rezignovaly dvě členky Trumpovy administrativy – ministryně školství Betsy DeVos a ministryně dopravy Elaine Chao, dále odstoupili poradce pro národní bezpečnost Matthew Pottinger, předseda komise ekonomických poradců Tyler Goodspeed, Mick Mulvaney a mluvčí Melanie Trumpové Stephanie Grisham, zástupkyně mluvčího Bílého domu Sarah Matthews, tajemnice Bílého domu pro sociální kontakty Rickie Niceta, náměstek ministra zahraničí Dr. Chris Ford, vysoký úředník Rady národní bezpečnosti Anthony Ruggiero nebo pět vysokých úředníků Federální letecké správy. Po vandalizaci Kapitolu dne 11. ledna rezignoval úřadující ministr pro vnitřní bezpečnost USA Chad Wolf, který měl být odpovědný za zabezpečení inaugurace nového prezidenta.
K útoku na Kapitol vydal prohlášení nejvýše postavený americký generál, předseda sboru náčelníků štábů Mark Milley, a připojili se k němu všichni členové tohoto sboru (Joint Chiefs of Staff). Odsoudili v něm pobuřování, násilí a povstání, které nemělo nic společného s právem na svobodu slova a připomněli všem vojákům, že jejich povinností je odmítat extremismus a ochraňovat Ústavu.
Agenti FBI a právníci Ministerstva spravedlnosti mají v úmyslu vypátrat a stíhat všechny osoby, které se dopustily protiprávního jednání a násilného vniknutí do budovy Kapitolu. Do 12. ledna bylo obviněno 70 osob, z nichž některým hrozí až 20 let vězení. FBI využije nejen fotografickou dokumentaci z místa činu, ale sleduje i převody peněz, cestovní doklady a komunikaci účastníků násilí. Vyšetřování je vedeno ve všech 50 státech USA.
Na Trumpovo počínání v závěru prezidentství už reagovaly i profesionální asociace golfu. Americká PGA (Professional Golfers' Association of America) vyřadila Trumpův americký golfový areál Trump National Golf Club Bedminster z pořádání mistrovského turnaje (US PGA Championship), který zde byl plánován roku 2022 a jeho golfový klub v New Jersey z turnaje PGA Tour v témže roce. Další Trumpův golfový areál Turnberry in Ayrshire ve Skotsku nebyl vybrán pro prestižní světové turnaje The Open Championship od roku 2014, kdy ho Trump koupil a nebude místem jejich pořádání nejméně do roku 2024.
Od Donalda Trumpa se distancuje stále větší počet představitelů americké podnikatelské lobby Business Roundtable i důležitých firem. Stripe přestala zpracovávat platební transakce pro jeho kampaň, Shopify ukončila e-shopy Trump Organization. Finanční ztráty utrpí samotná obchodní značka Trump, jako např. Trumpovy hotely, zejména ten, který stojí na státním pozemku ve Washingtonu. S Trumpem ukončuje spolupráci jeho hlavní věřitelská banka Deutsche Bank, u které má Trump Organization úvěry za 2,5 miliardy dolarů a půjčku 340 milionů dolarů.
Primátor New York City Bill de Blasio vyzval právníky, aby našli možnost jak ukončit smlouvy s Trump Organization o pronájmu golfového areálu v Bronxu a dvou kluzišť a kolotoče v Central Parku.
Americké herecké odbory Screen Actors Guild - American Federation of Television and Radio Artists (SAG-AFTRA) měly v úmyslu zavést s Donaldem Trumpem disciplinární řízení. Poté, co předsednictvo SAG-AFTRA většinově odhlasovalo že Trump porušil stanovy a pohrozilo odebráním členství, raději sám rezignoval a zaslal dopis, ve kterém svou práci ve filmu a televizi vychválil.

##### Reakce amerického Kongresu
Po útoku na Kapitol se mezi členy Kongresu vyskytly snahy o odvolání prezidenta před 20. lednem, kdy měl úřad předat Joe Bidenovi. Mezi možnostmi bylo přimět samotného Trumpa k rezignaci, odvolat ho na základě 25. dodatku Ústavy pro neschopnost vykonávat funkci, nebo v pořadí druhý impeachment. 25. dodatek umožňuje viceprezidentovi odvolat prezidenta z funkce, pokud by tento krok podpořila většina z 15 ministrů vlády. Viceprezident Mike Pence by tak dokončil mandát jako úřadující prezident USA. Viceprezident Mike Pence s tím nicméně nesouhlasí.
Dvě po sobě následující memoranda od amerických zahraničních diplomatů a od 175 úředníků Ministerstva zahraničí USA, adresovaná Mike Pompeovi, vyzývala k neprodleným konzultacím vlády USA o aktivaci 25. dodatku Ústavy. Zároveň požadovala, aby byl Donald Trump výslovně uveden jako iniciátor nepokojů, které vyústily v útok na Kapitol.
Sněmovna reprezentantů Spojených států amerických se sešla 11. ledna 2021, aby projednala návrh na odvolání prezidenta Trumpa z funkce. Republikáni odložili hlasování o žádosti Demokratů, aby viceprezident Mike Pence uplatnil 25. dodatek Ústavy. Demokraté proto formulovali ústavní stížnost, ve které obviňují prezidenta Trumpa, že „inicioval násilí proti vládě Spojených států“. Při násilném vniknutí Trumpových příznivců do budovy Kapitolu přišlo o život pět lidí, z toho dva policisté. Sněmovna má text stížnosti projednat ve středu 13. ledna a pokud ji schválí, je rozhodnutí o impeachmentu v rukách Senátu. Donald Trump je prvním prezidentem USA, který během své funkce čelí dvěma návrhům na impeachment. Pokud by byl impeachment schválen až poté, co Donald Trump odejde z funkce prezidenta, ztratil by státní penzi 200 000 dolarů ročně, nárok na úhradu cestovních nákladů i ochranu tajné služby.

#### Druhý impeachment
Sněmovna reprezentantů odhlasovala dne 13. ledna 2021 poměrem hlasů 235 ke 197 impeachment prezidenta Trumpa a ten se tak stal jediným prezidentem v historii Spojených států, který čelil ústavní žalobě dvakrát během svého mandátu. Konečné rozhodnutí o jeho odvolání z funkce má Senát, kde proběhne soud. Tam musí pro konečný verdikt hlasovat dvě třetiny přítomných senátorů a výsledkem hlasování může být i zákaz vykonávat v budoucnosti jakékoli státní funkce.
Předseda tehdejší senátní většiny, republikán Mitch McConnell, vydal 13. ledna 2021 prohlášení, že proces v Senátu nezačne dříve než po inauguraci zvoleného prezidenta Joe Bidena. Pokojné předání moci a zajištění bezpečného ceremoniálu inaugurace má absolutní prioritu. Samotné projednávání impeachmentu v minulosti zabralo Senátu 21 až 83 dnů a nelze očekávat, že by to současné mohlo být dokončeno v řádu dnů.
Pět právníků, kteří byli ochotni Donalda Trumpa během impeachmentu v Senátu obhajovat, rezignovalo na své funkce necelé dva týdny před stanoveným datem procesu. Trump po nich požadoval, aby nadále prosazovali jeho agendu o volebních podvodech a zmanipulovaných a ukradených volbách a odmítal uznat svou porážku. Dva nově povolaní právníci zakládají svou obhajobu na tom, že prezident po skončení své funkce už nemůže být obžalován a jeho proslov z 6. ledna, který podle obžaloby vyprovokoval útok na Kapitol, podléhá Prvnímu dodatku Ústavy o svobodě slova.
Dne 13. ledna 2021 oznámil vůdce republikánů v Senátu Mitch McConnell, že bude sám hlasovat pro osvobození Donalda Trumpa v tomto procesu (acquittal). Tím ukončil spekulace o svém postoji, které byly několik týdnů šířeny.
Dne 13. února 2021 byl Senátem exprezident Trump osvobozen.

### Dozvuky prezidentství
Národní rada zpravodajských služeb USA (National Intelligence Council – NIC) zveřejnila 15. března 2021 část dokumentu, který shromáždil zpravodajské informace o zahraničních pokusech ovlivnit prezidentské volby. V dokumentu deklaruje, že ruská zpravodajská služba se pokusila ovlivnit volby ve prospěch Donalda Trumpa za pomoci falešných a nepodložených obvinění Joe Bidena prostřednictvím amerických médií, úředníků a prominentních osob blízkých Donaldu Trumpovi a jeho administrativě.
Zvláštní tým FBI řízený vyšetřovatelem Robertem Muellerem nenašel po více než dvou letech vyšetřování žádný důkaz, že by volební tým Donalda Trumpa během jeho prezidentské kampaně spolupracoval s Ruskem, ale zejména v souvislosti s tímto vyšetřováním, často z důvodu bránění spravedlnosti a lhaní, byli během Trumpova čtyřletého volebního období obžalováni a pravomocně odsouzeni nebo vzati do vazby:
- Paul Manafort, šéf jeho prezidentské kampaně
- Rick Gates, zástupce šéfa Trumpovy prezidentské kampaně
- Steve Bannon, hlavní manažer Trumpovy prezidentské kampaně
- Michael Flynn, jeho poradce pro otázky národní bezpečnosti
- Michael Cohen, Trumpův osobní právník
- Roger Stone, jeho dlouholetý politický poradce
- George Papadopoulos, jeho poradce na zahraniční politiku při jeho prezidentské kampani
- Tom Barrack, předseda inaugurační kampaně
- Elliott Broidy, zástupce šéfa jeho inaugurační kampaně
- Allen Weisselberg, CFO jeho soukromé společnosti
- Rudy Giuliani, Trumpův právník a neúspěšný prezidentský kandidát, byl dvakrát zbaven právnické licence; (v civilním řízení) žalován za křivé obvinění a donucen zaplatit 148 milionů dolarů[153]

Trump obvinil Muellerův vyšetřovací tým ze střetu zájmů, protože člen Muellerova týmu agent Peter Strzok byl po zveřejnění textových zpráv usvědčený ze zaujatosti vůči Trumpovi, a vyšetřování členů svého volebního týmu označil za „hon na čarodějnice“.
V administrativě Donalda Trumpa došlo u pěti jeho ministrů k internímu vyšetřování, které dospělo do fáze návrhu obžaloby na federální kriminální vyšetřování:
- Ryan Zinke, ministerstvo vnitra
- Alex Acosta, ministerstvo práce
- Elaine Chao, ministerstvo dopravy
- Willbur Ross, ministerstvo obchodu
- Robert Wilkie, ministerstvo pro záležitosti veteránů[155]

V souvislosti se sexuálními přestupky a zločiny byly odsouzeny nebo obviněny tyto osoby z „Trumpova okruhu“:
- Timothy Nolan, předseda prezidentské kampaně Donalda Trumpa v Kentucky, se přiznal k obchodování s dětmi; byl odsouzen na 20 let[156]
- George Nader, poradce Trumpovy kampaně a přechodný poradce, se u soudu přiznal k obchodování s dětmi za účelem sexuálního zneužívání.[157]
- Ralph Shortey, manažer Trumpovy kampaně v Oklahomě a bývalý republikánský senátor, se přiznal k obvinění z držení dětského porna a obchodování s dětmi za účelem sexuálního zneužívání.[158]
- Ruben Verastigui, poradce Trumpovy kampaně, byl zatčen za účast v kruhu obchodníků s dětským pornem v době, kdy pracoval na Trumpově kampani. Byl odsouzen na 12,5 roku.[159]
- Adam Hageman, úředník ministerstva obchodu Trumpovy administrativy, byl zatčen na základě obvinění ze „sdílení videa s dětskou pornografií a několikanásobného komentování sexuálního zneužívání dětí“. Byl odsouzen v září 2022.[160]
- Ronald Williams II, výzkumný pracovník Trumpovy volební komise, byl zatčen za držení a šíření dětské pornografie.[161]
- Caleb Bailey, Trumpův delegát, byl obviněn z držení dětské pornografie.[162]
- Sgt. Richard Ciccarella, který byl zodpovědný za komunikační služby Trumpově administrativy v Bílém domu, byl zatčen a odsouzen za nahrávání dětské pornografie na internet.[163]

| „                    | Hodlám se obklopit pouze těmi nejlepšími a nejserióznějšími lidmi. | “ |
| — Donald Trump, 2016 |                                                                    |   |

Z nefyzických osob spjatých s Donaldem Trumpem došlo k právnímu stíhání u:
- Trump Organization, Trumpovy soukromé společnosti – za daňové podvody
- Trump Fundation – zastavena činnost za finanční podvody
- Trump University – zastavena po soudním vyrovnání, podvody a porušení zákona, pokuta 25 milionů dolarů[165]